# Passionsfenster (La Roche-Maurice)

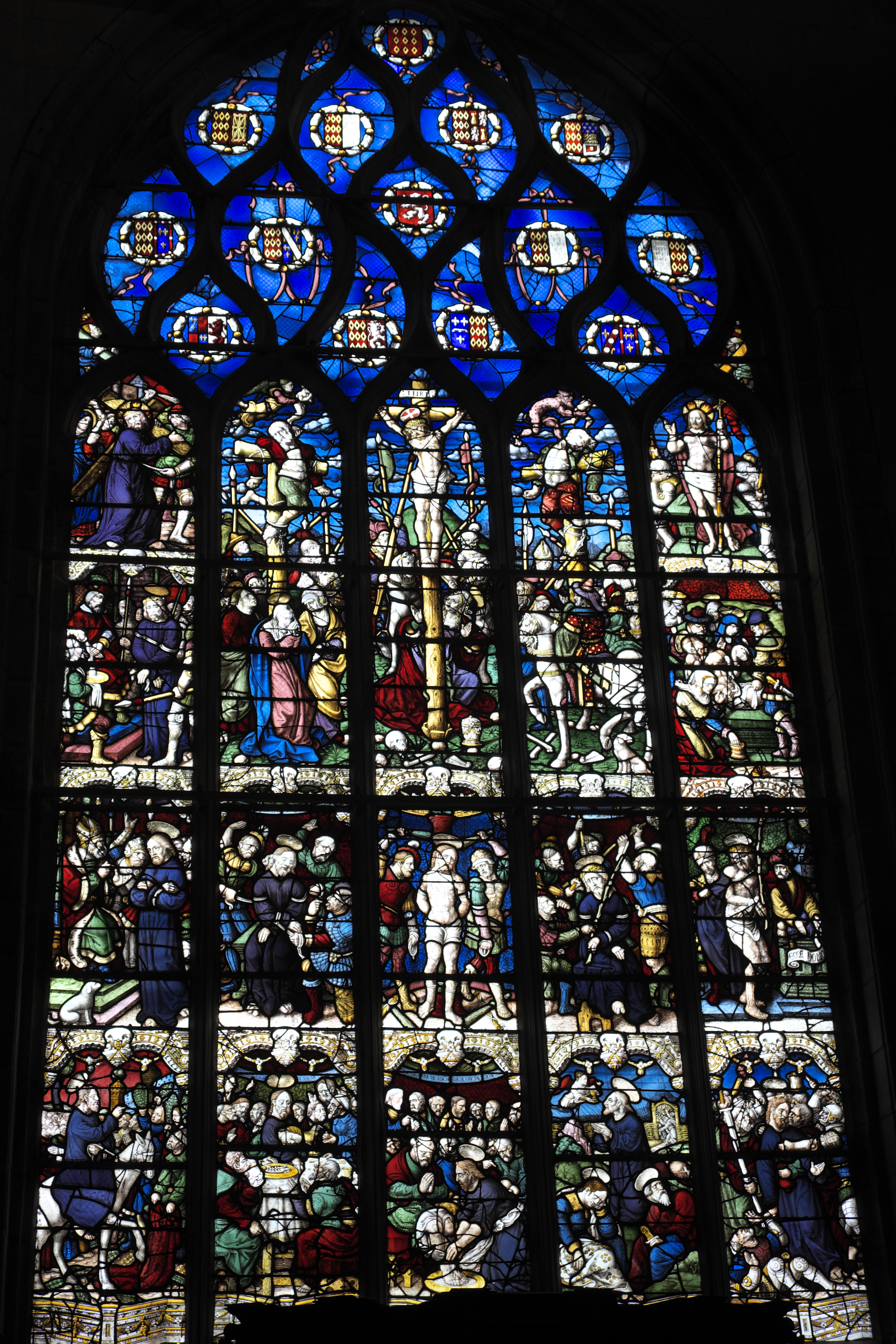
Passionsfenster in La Roche-Maurice

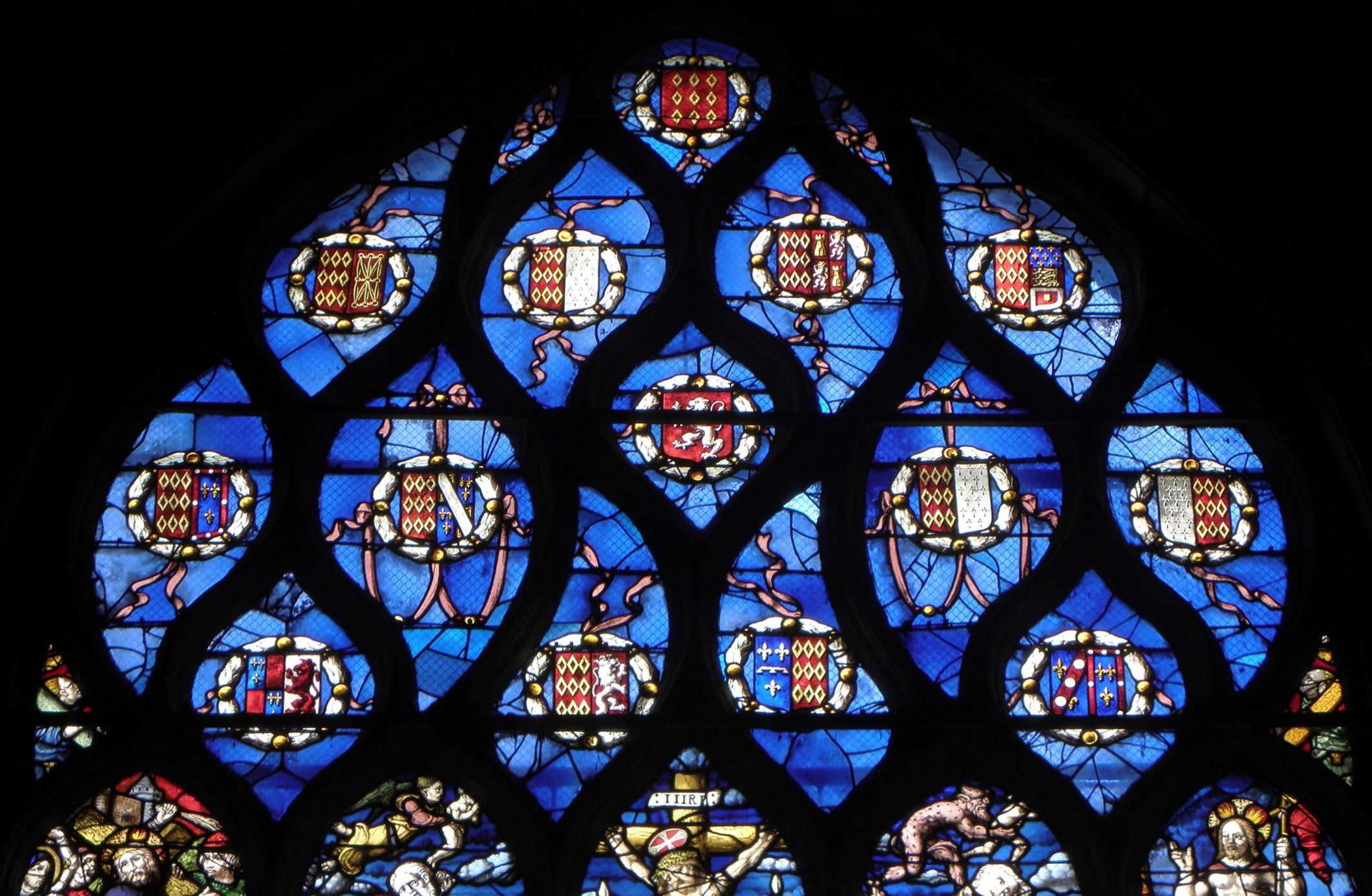
Maßwerk mit 14 Wappen, die meisten der Familie Rohan

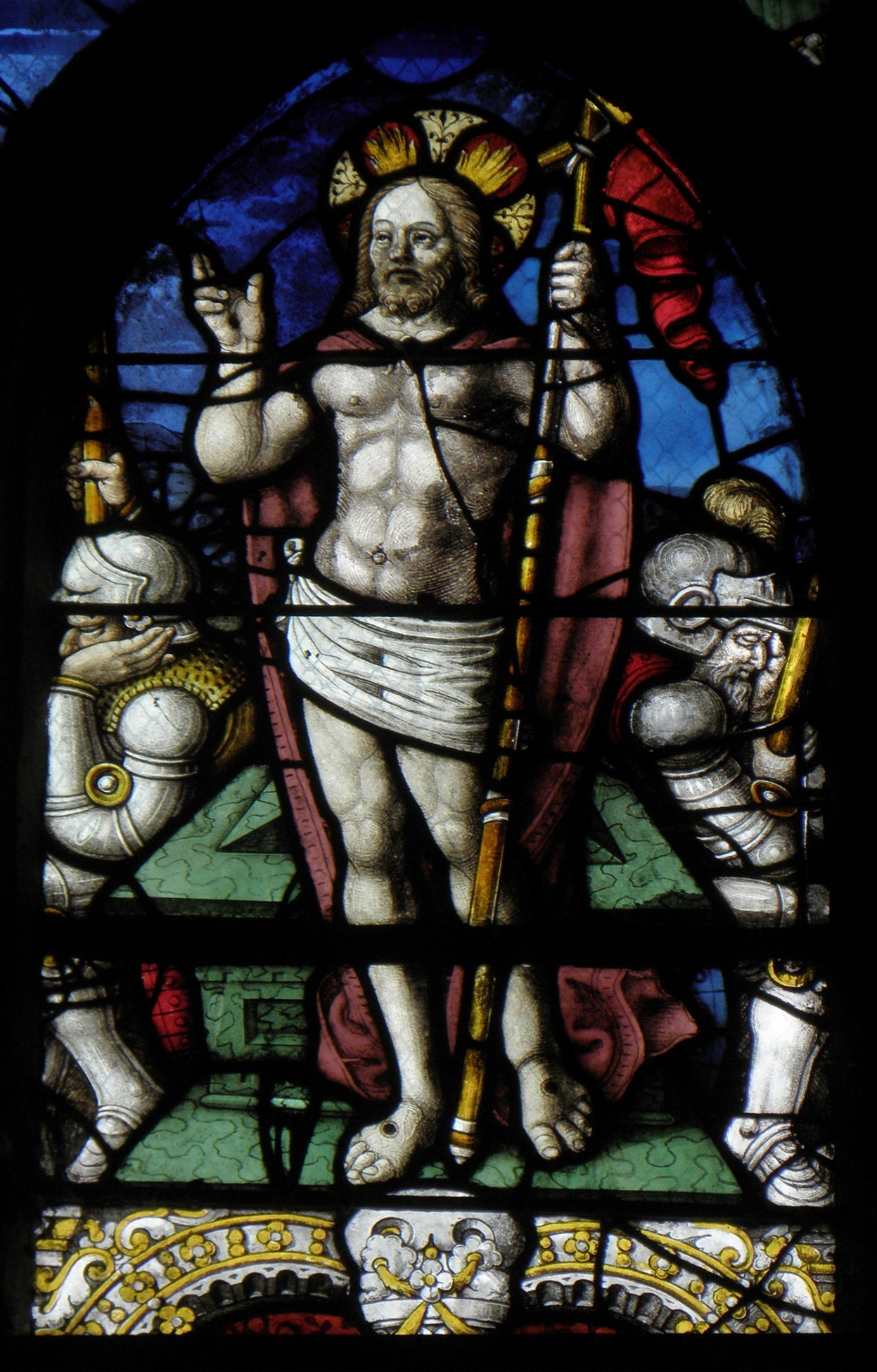
Auferstehung Jesu Christi

Das Passionsfenster in der katholischen Kirche St-Yves in La Roche-Maurice, einer französischen Gemeinde im Département Finistère in der Region Bretagne, wurde 1539 geschaffen. Das Bleiglasfenster wurde 1898 als Monument historique in die Liste der geschützten Objekte (Base Palissy) in Frankreich aufgenommen.

## Beschreibung
Das zentrale Fenster im Chor wurde von Laurent Le Sodec geschaffen. Es zeigt 15 Szenen aus dem Leidensweg Jesu.
Im Maßwerk sind 14 Wappen, die meisten der Familie Rohan, zu sehen.
Das Fenster wurde 1715 von Louis-François Bodolec und 1849 von Mathieu Rosuel, beide aus Brest, restauriert. Bei der Restaurierung 1849 wurde festgestellt, dass die Szene Jesus vor Pilatus fehlte. Im Jahr 1937 wurde das Fenster von der Werkstatt Gruber restauriert. Im Jahr 1942 wurde das Fenster zum Schutz vor Kriegsbeschädigungen ausgebaut und 1950 vom Atelier Labouret restauriert und wieder eingebaut.

## Darstellungen

### Einzug in Jerusalem

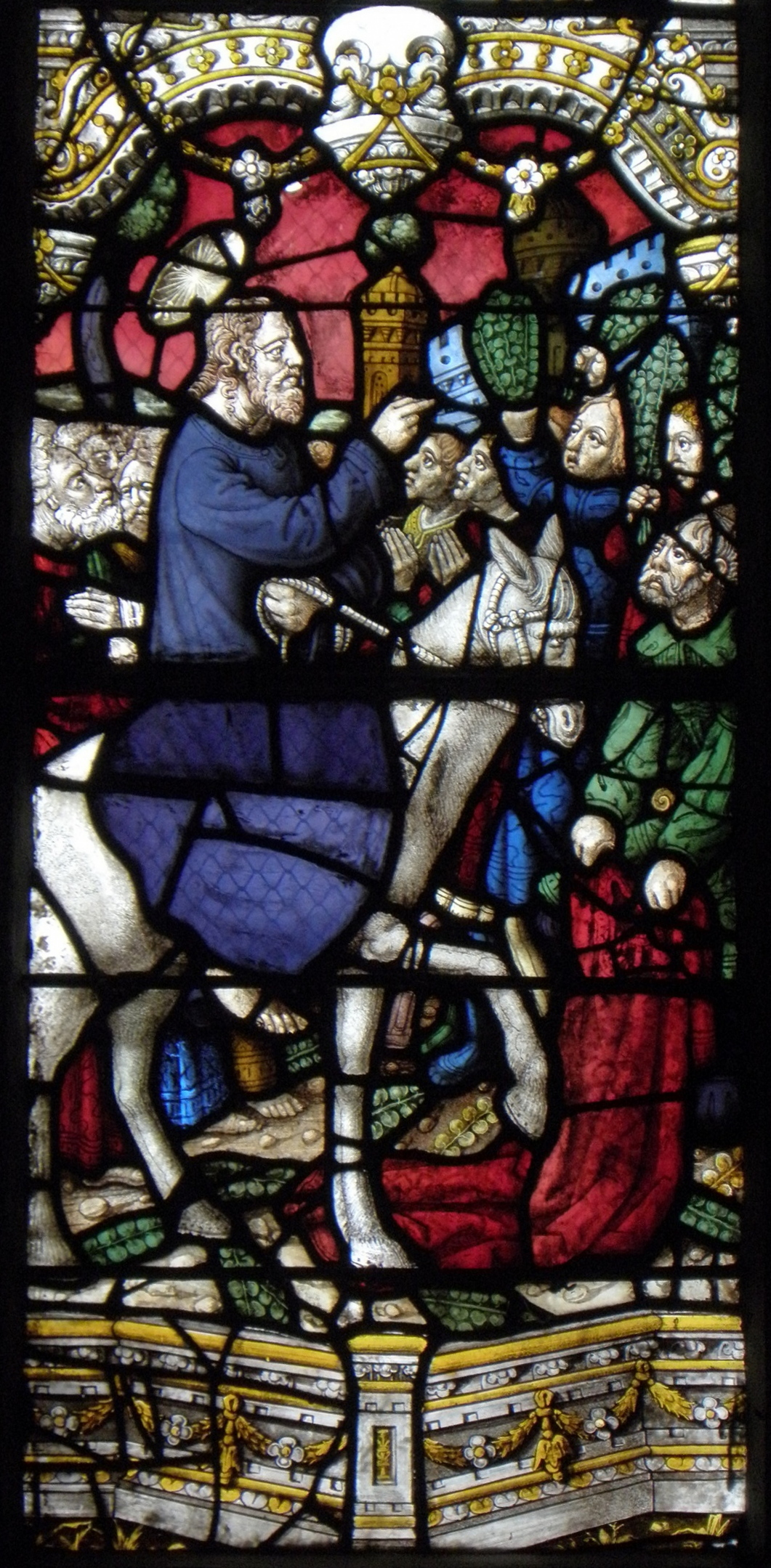
Einzug in Jerusalem
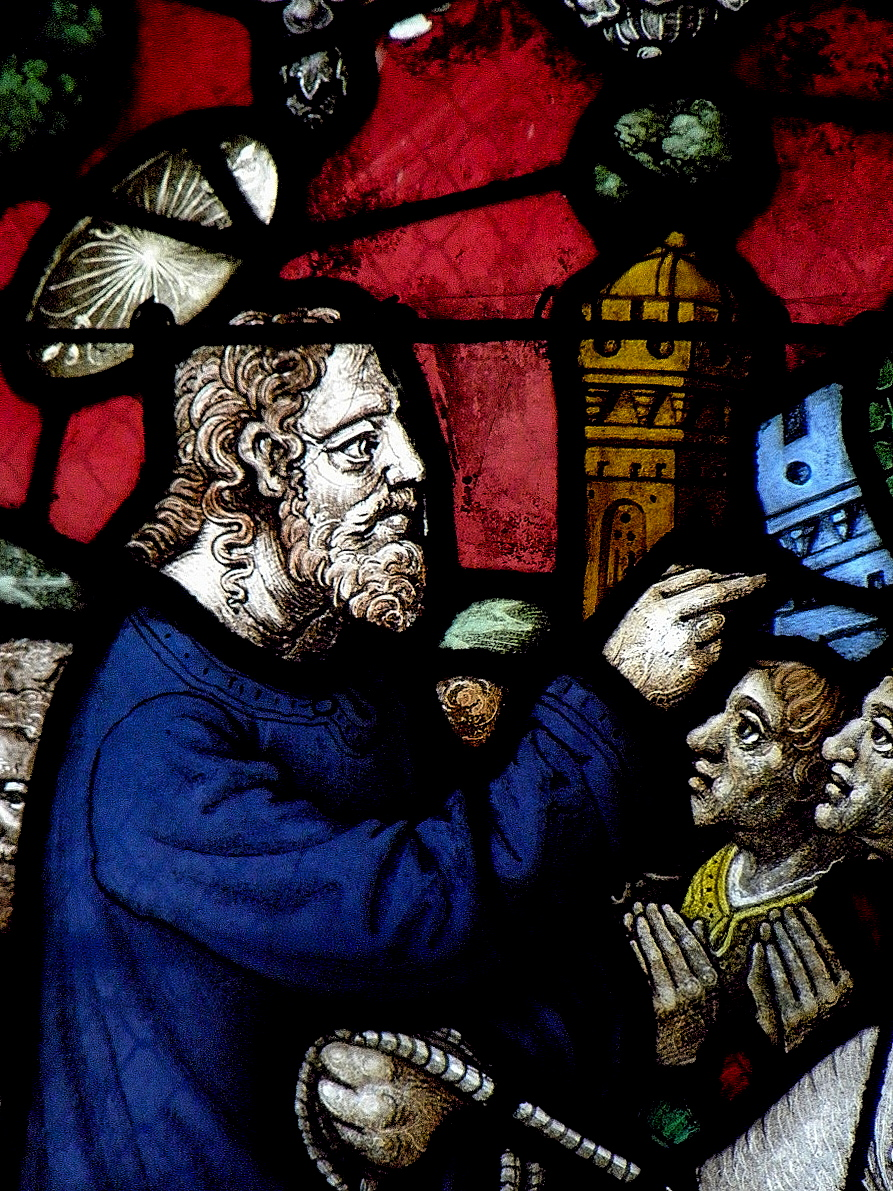
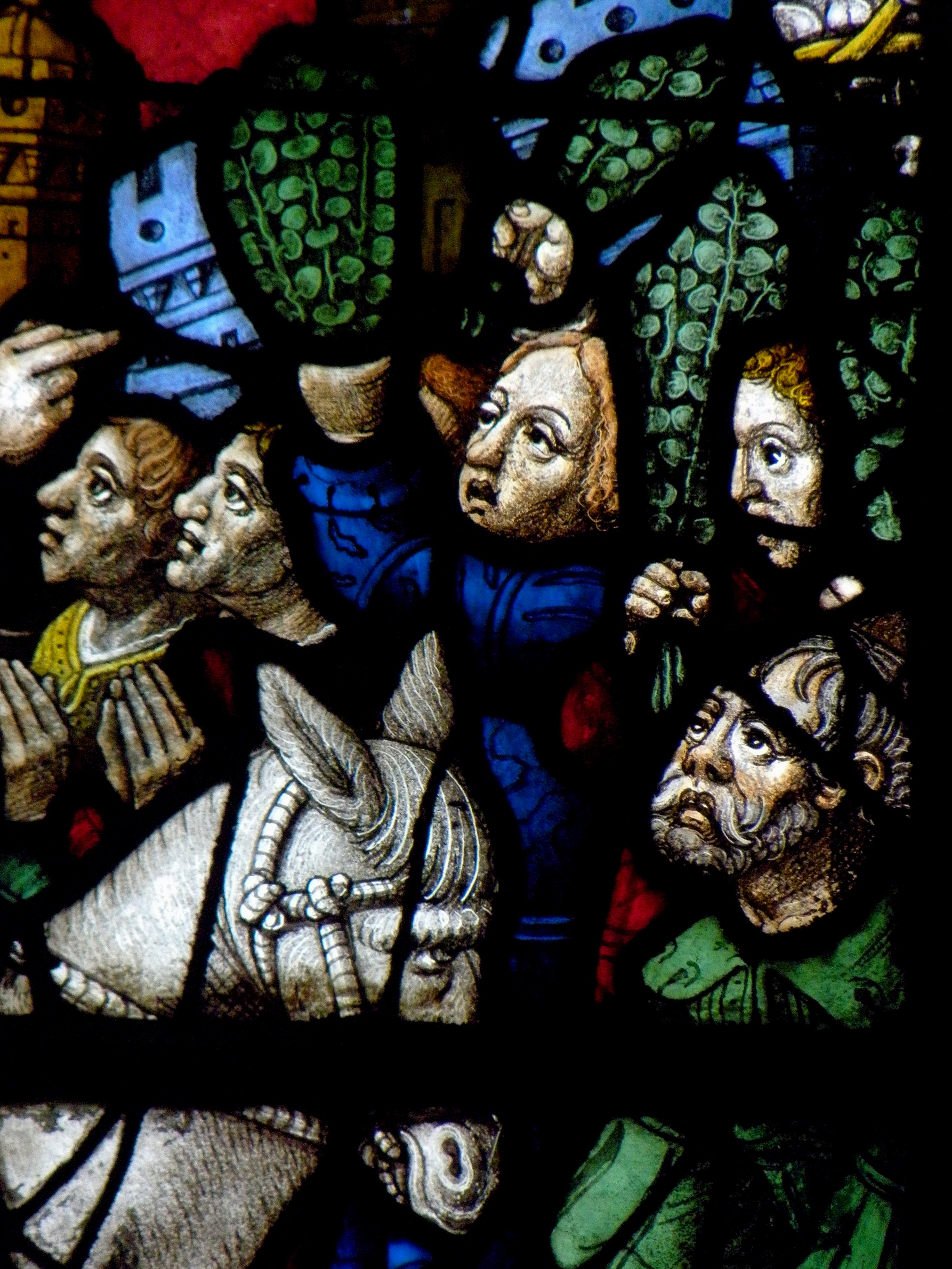

### Letztes Abendmahl

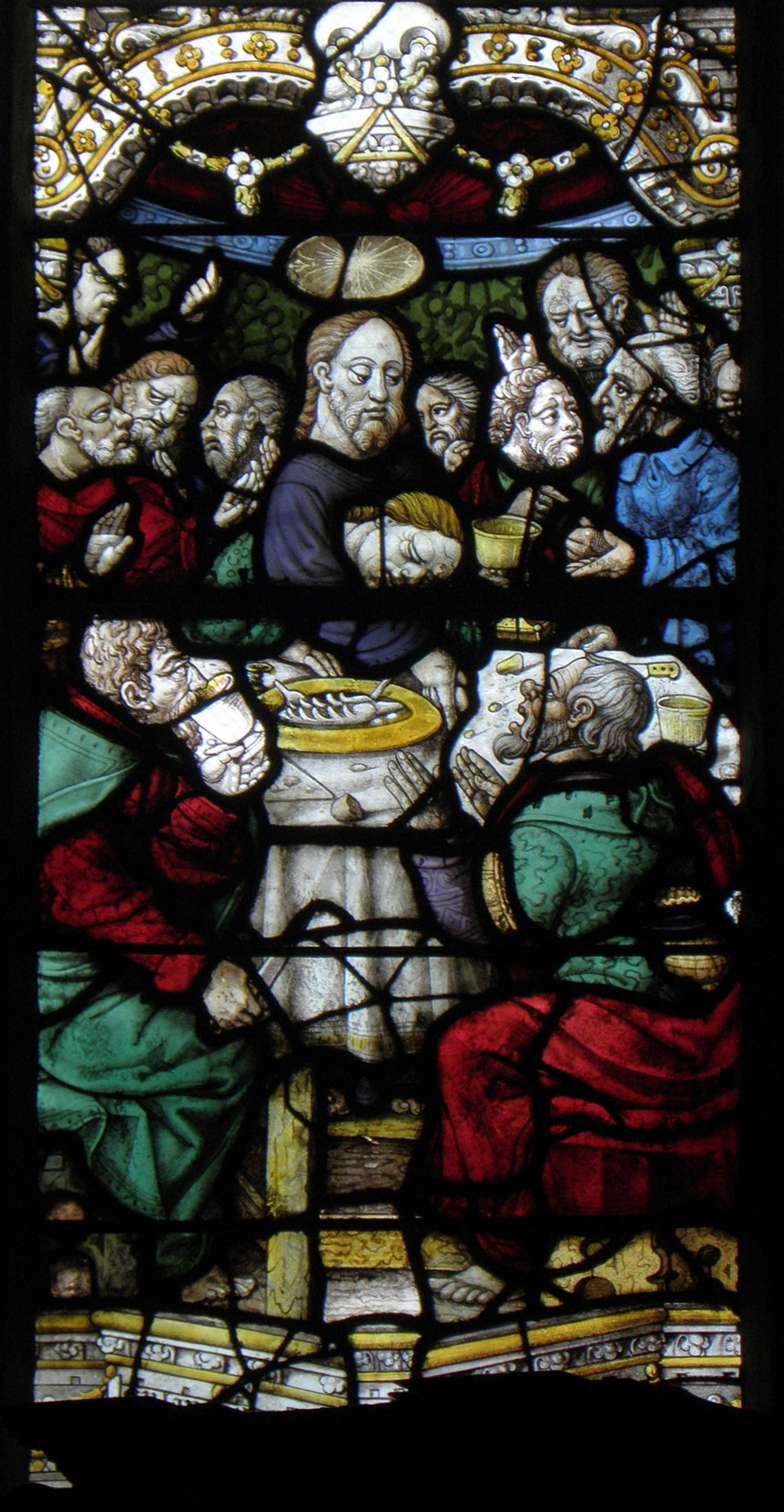
Letztes Abendmahl
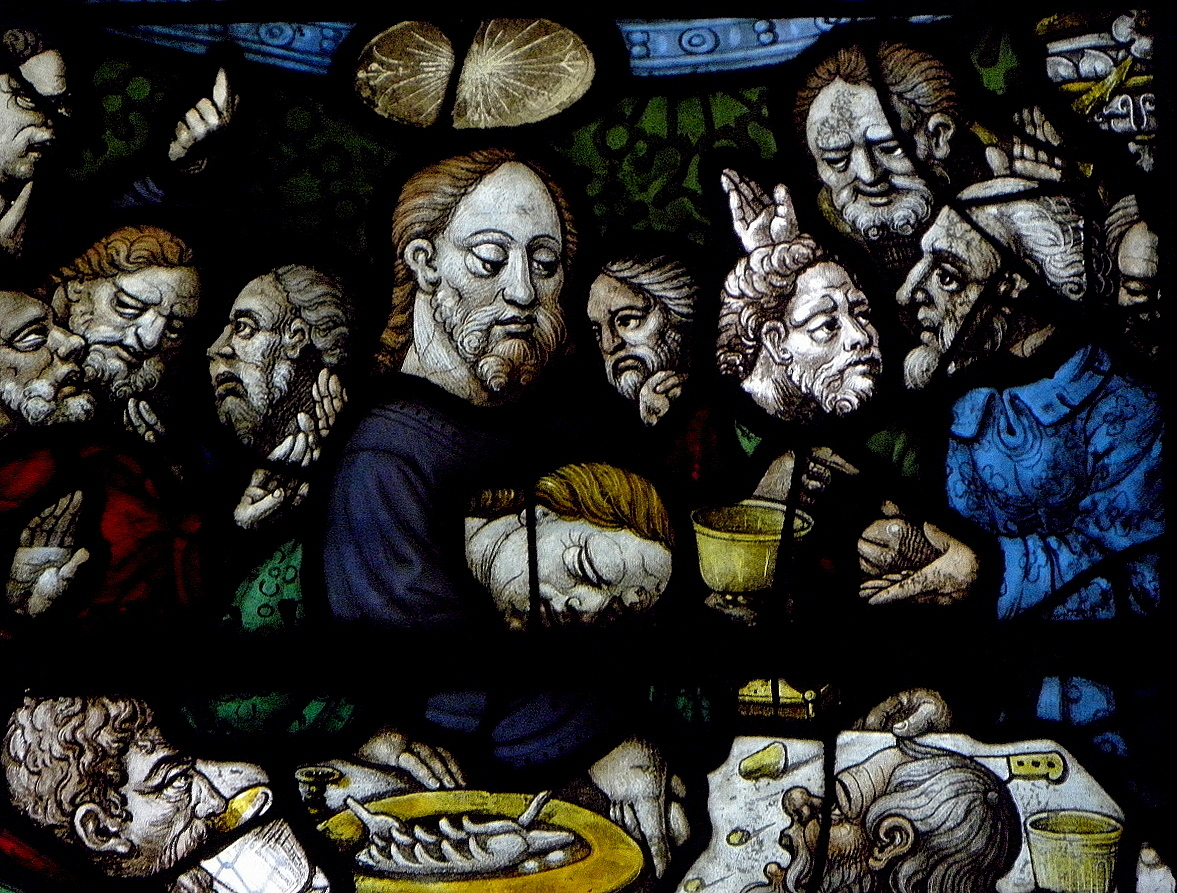
Jesus und seine Jünger
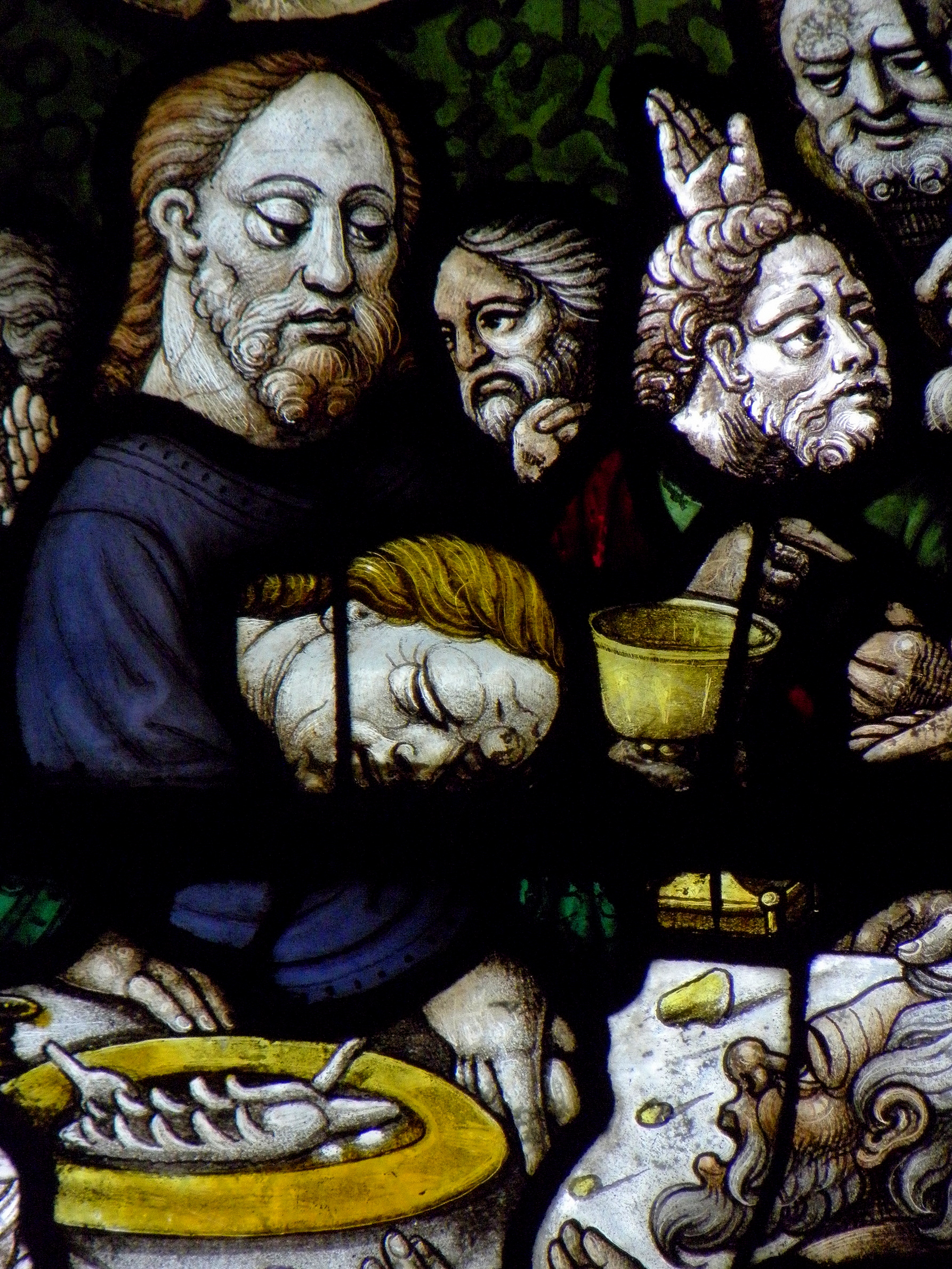
Jesus und Johannes (vorne)
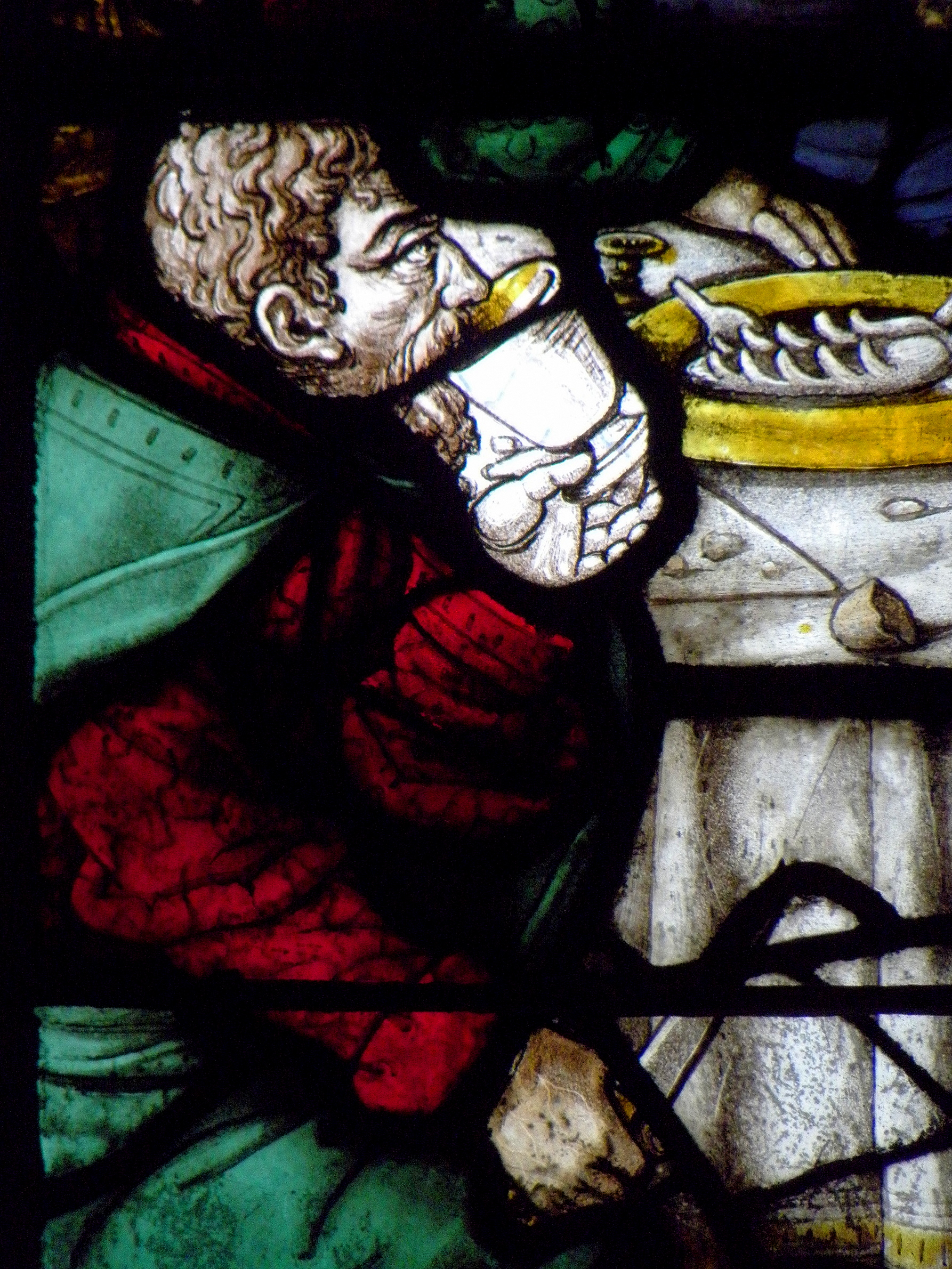
Judas Iskariot

### Fußwaschung

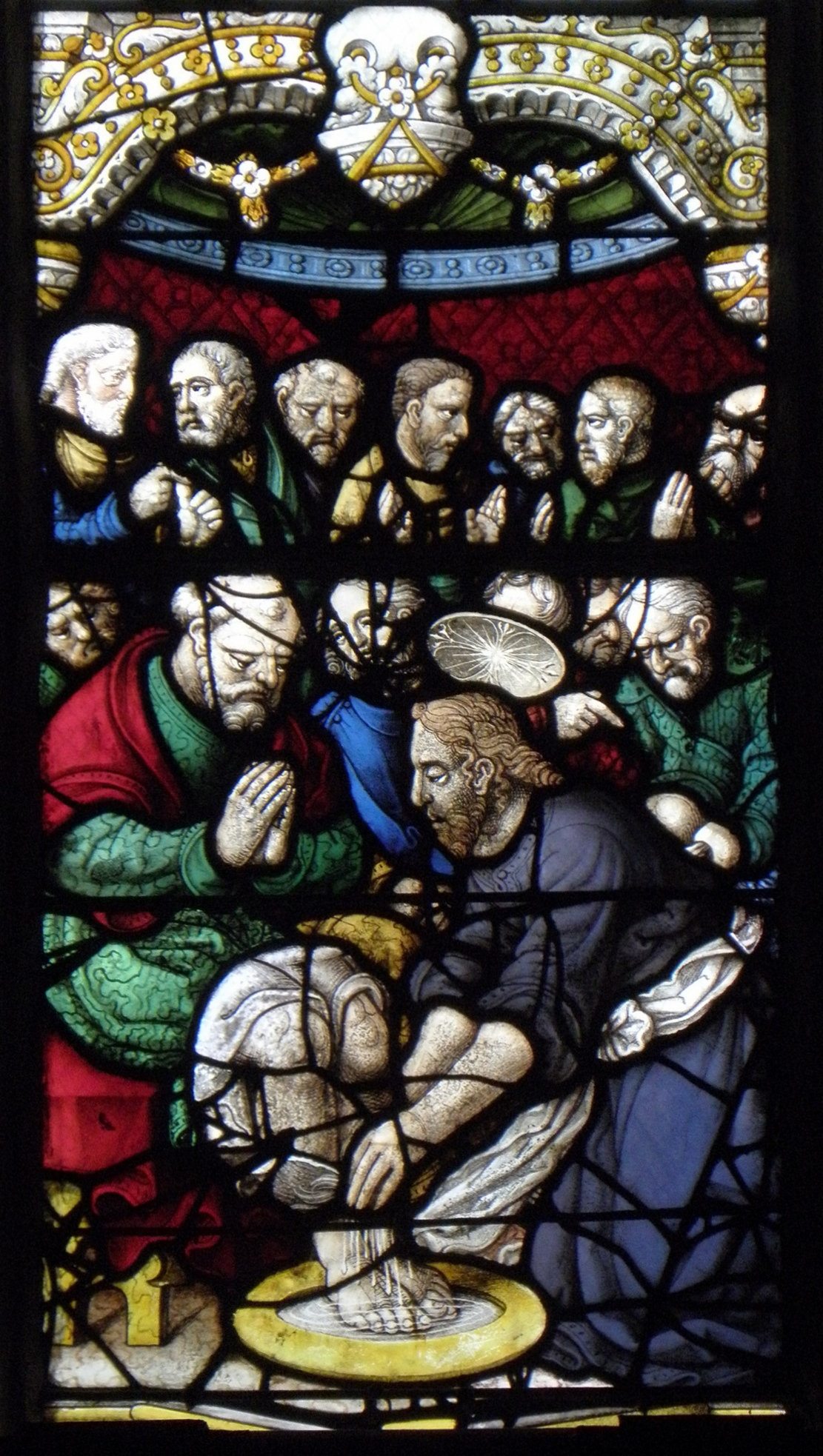
Fußwaschung
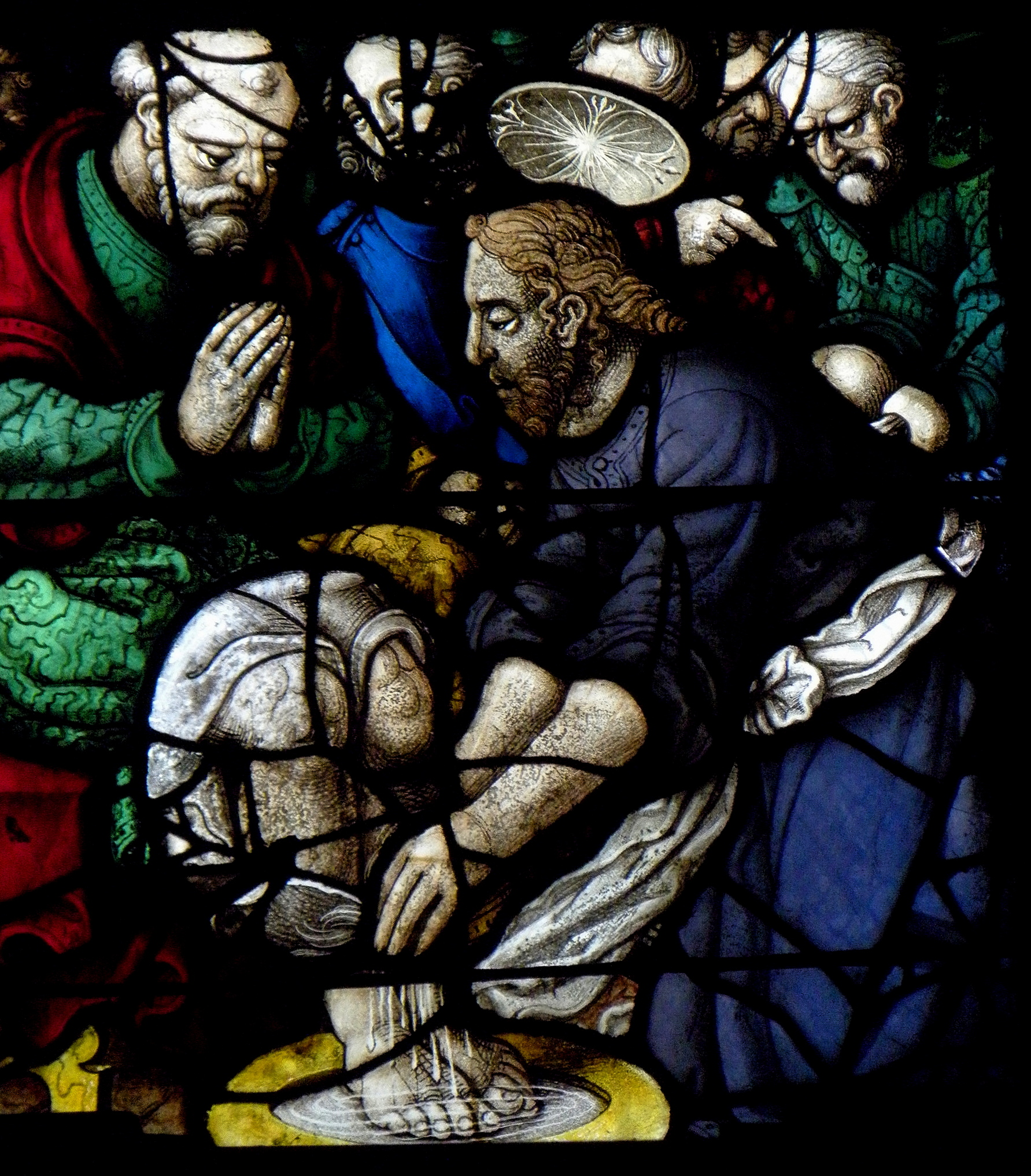
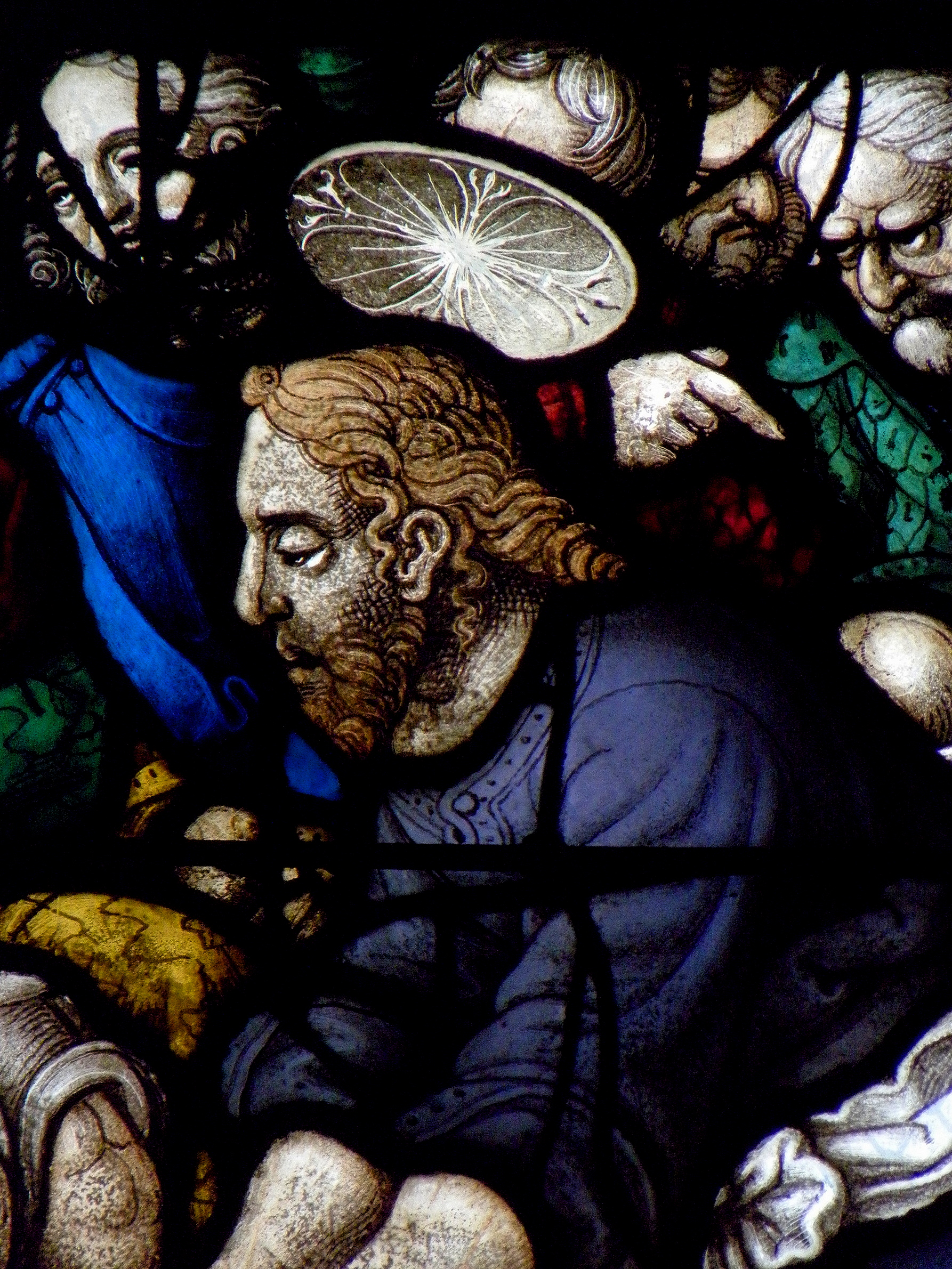
Jesus
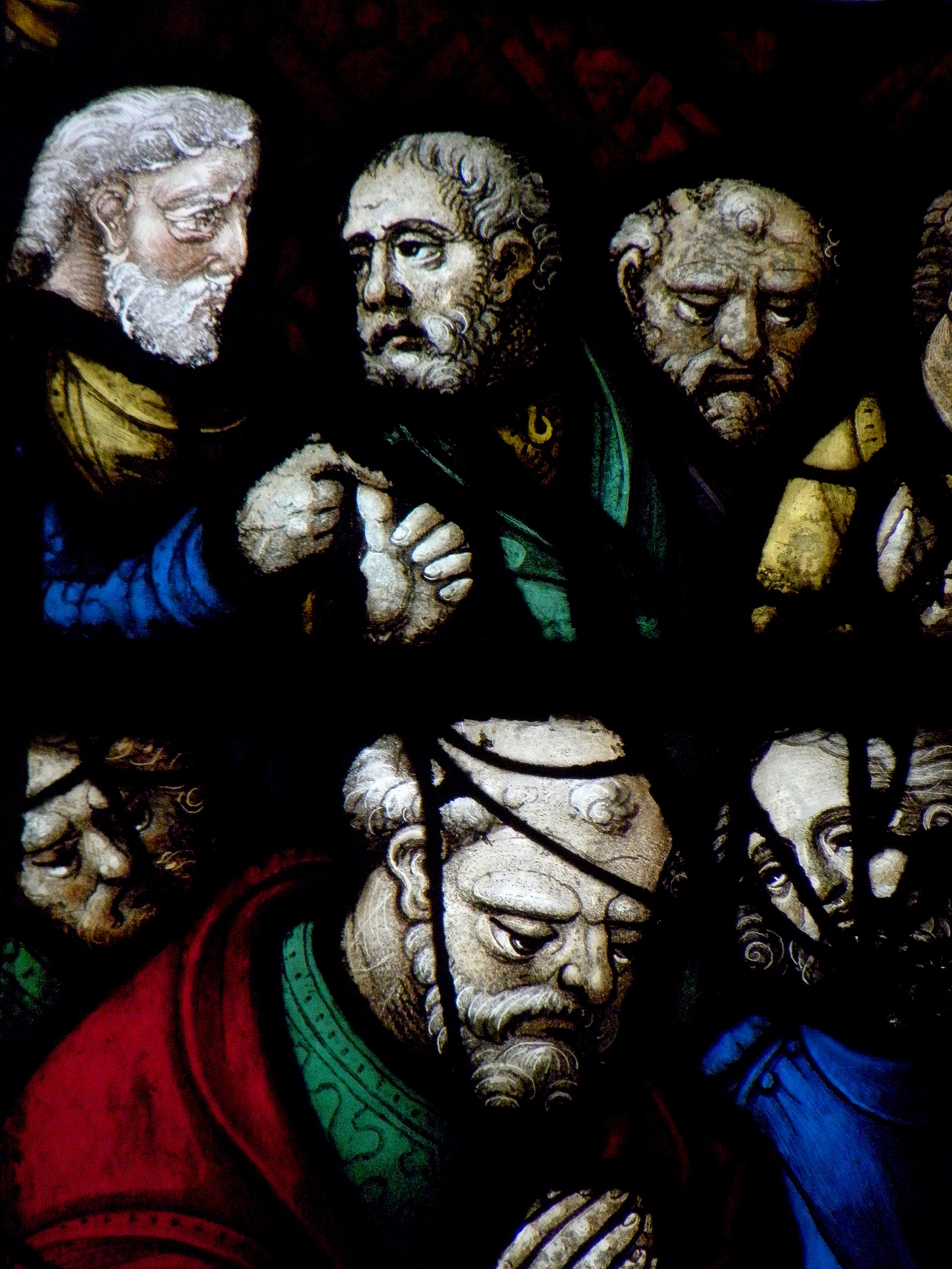
Jünger

### Jesus am Ölberg

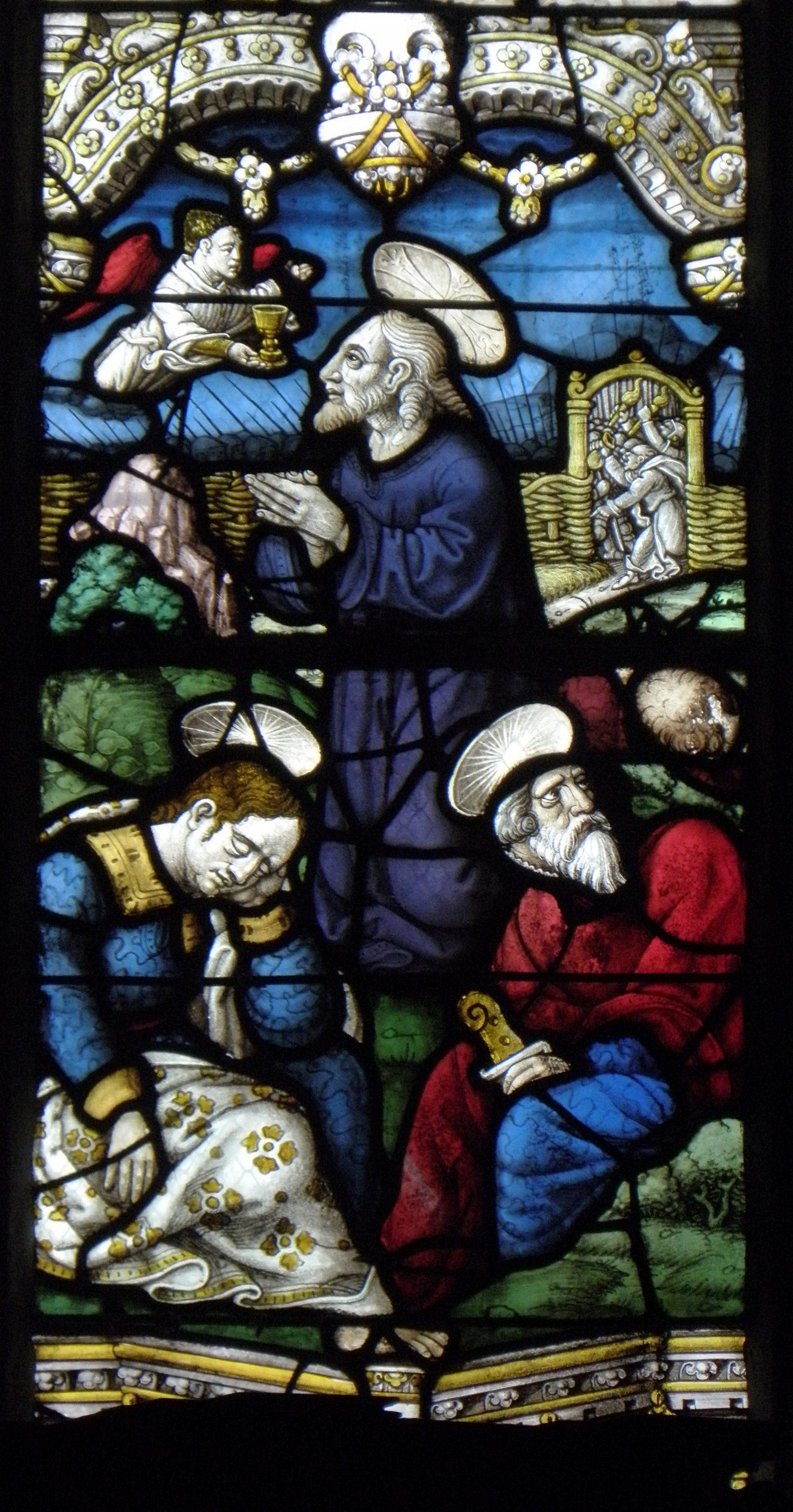
Jesus am Ölberg
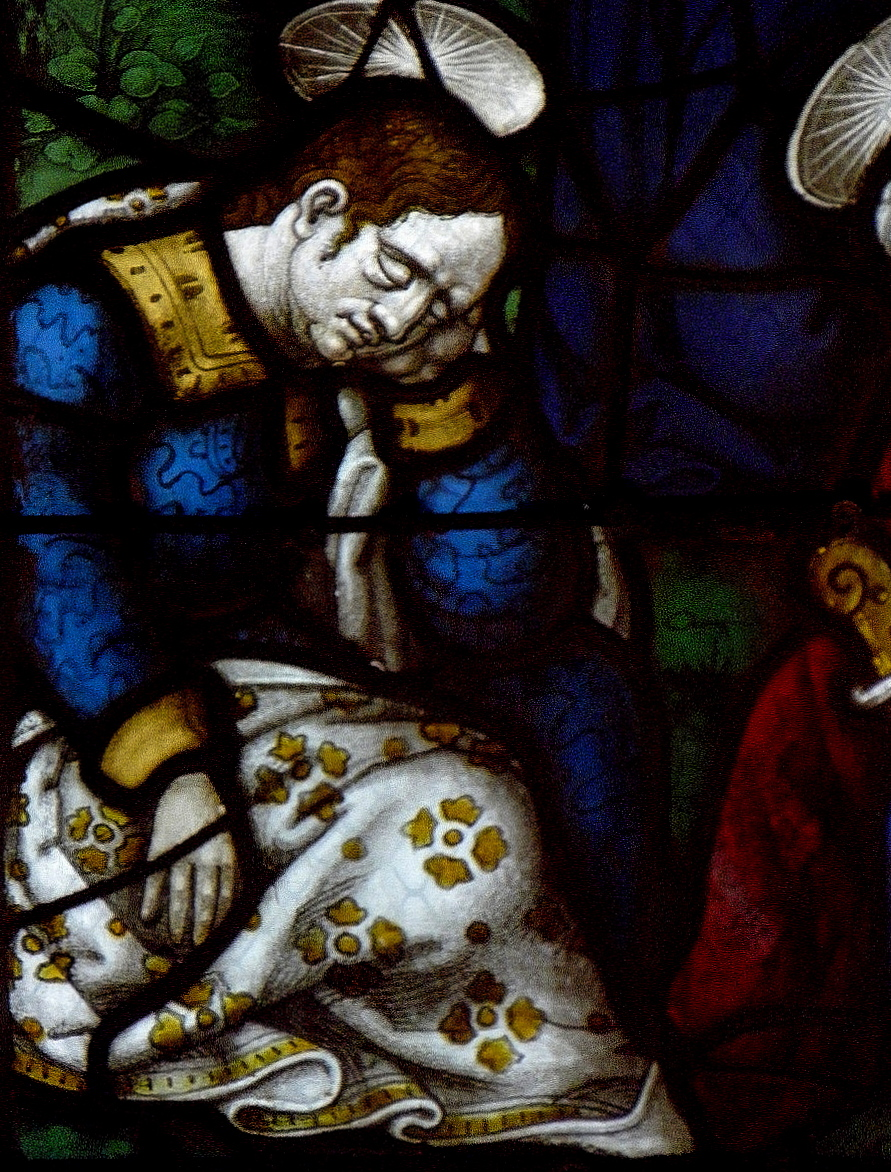
Johannes
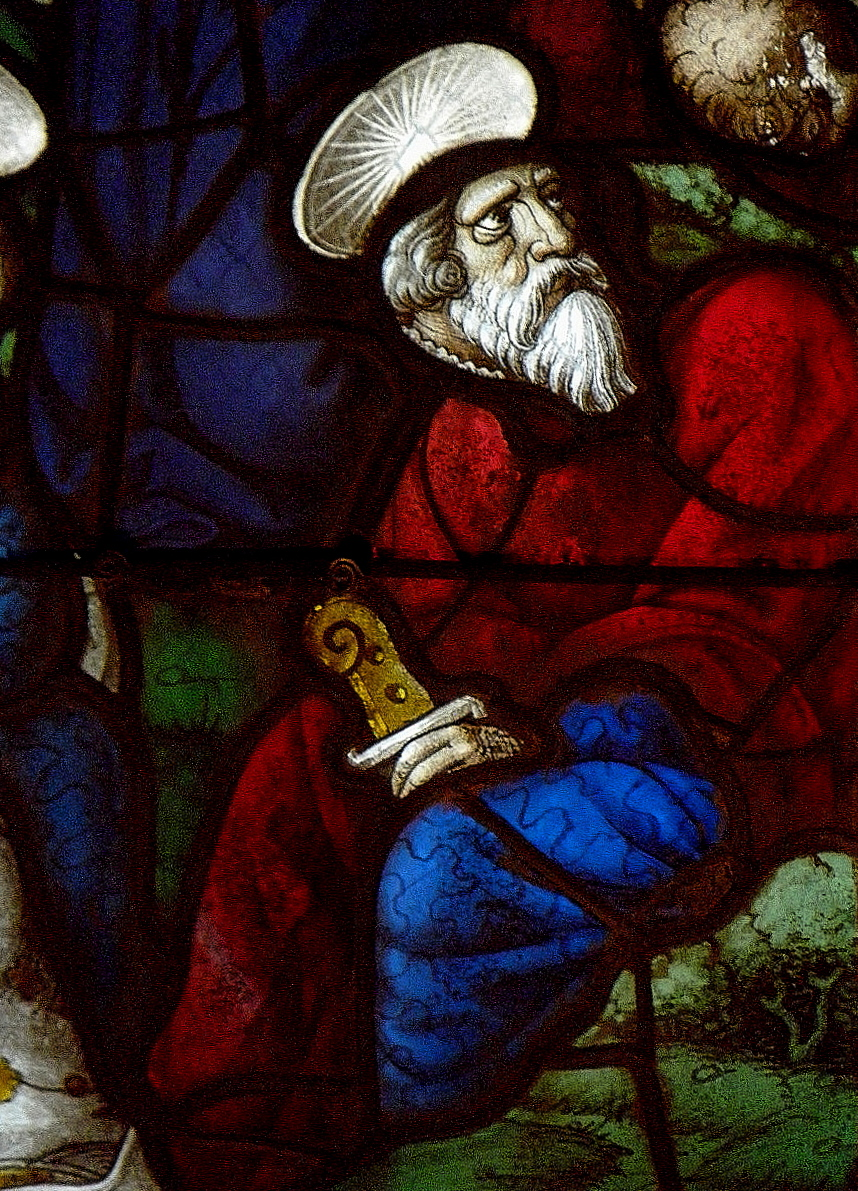
Apostel Petrus mit Schwert
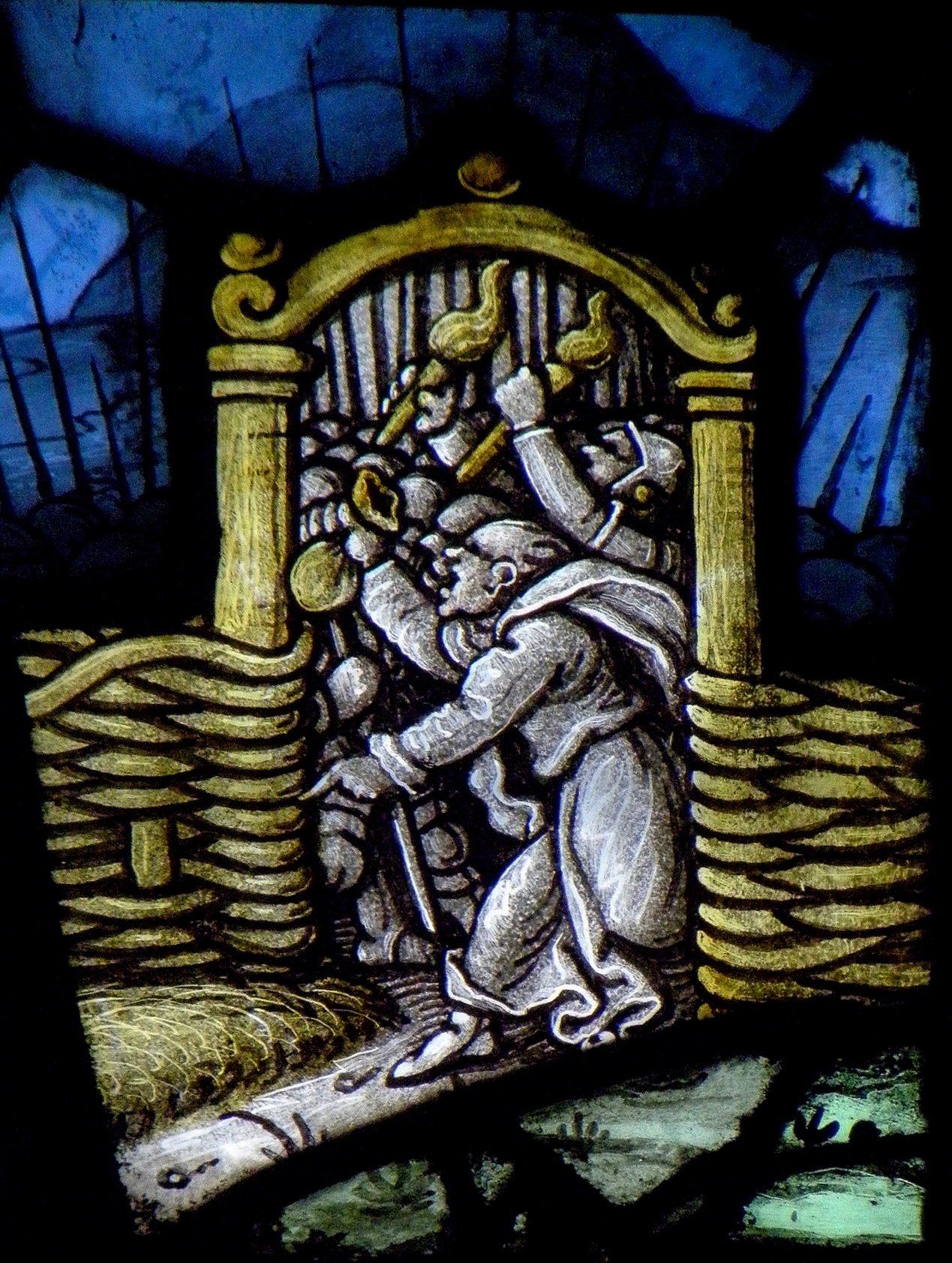
Judas Iskariot

### Jesus wird festgenommen

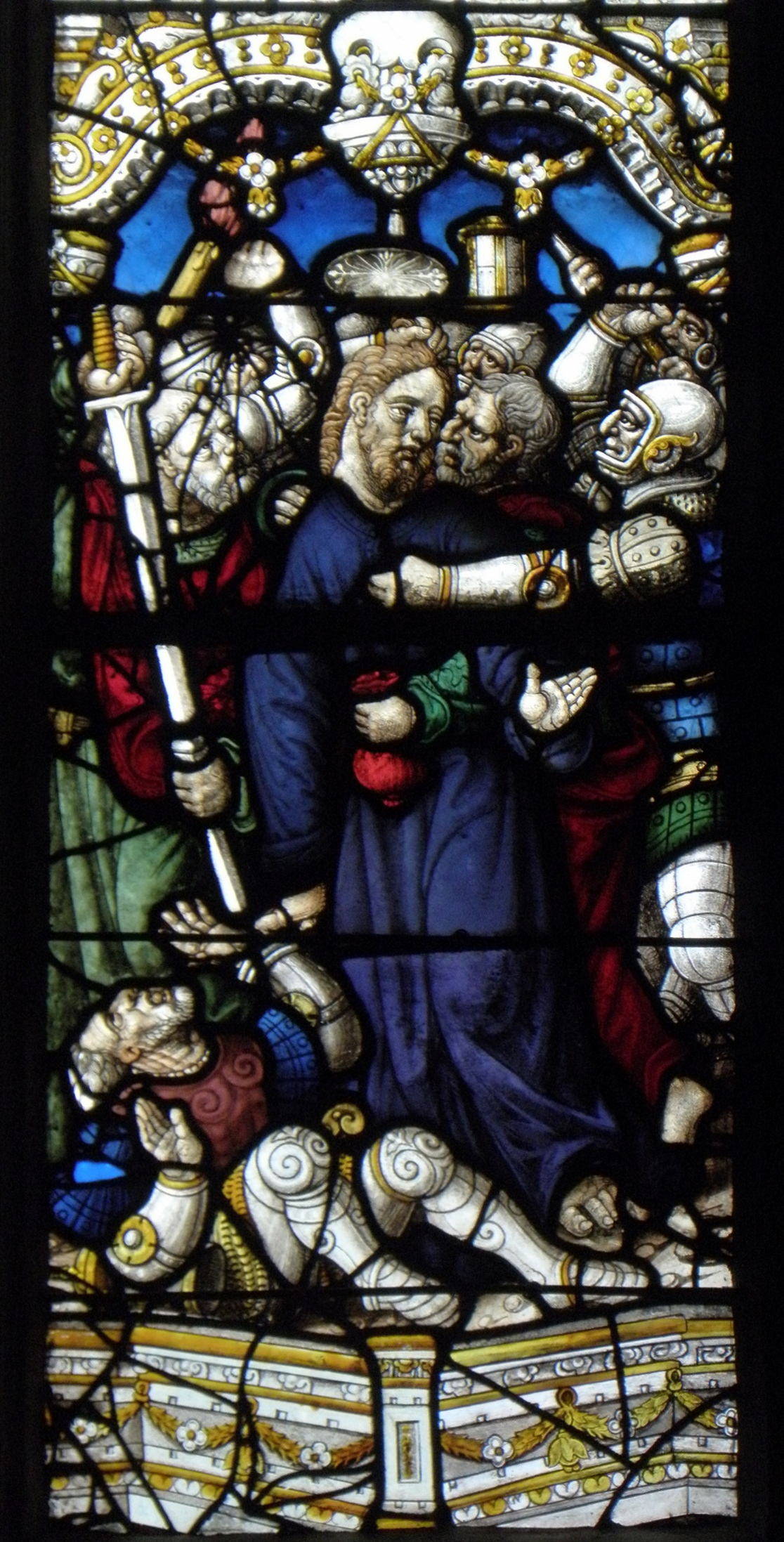
Jesus wird festgenommen
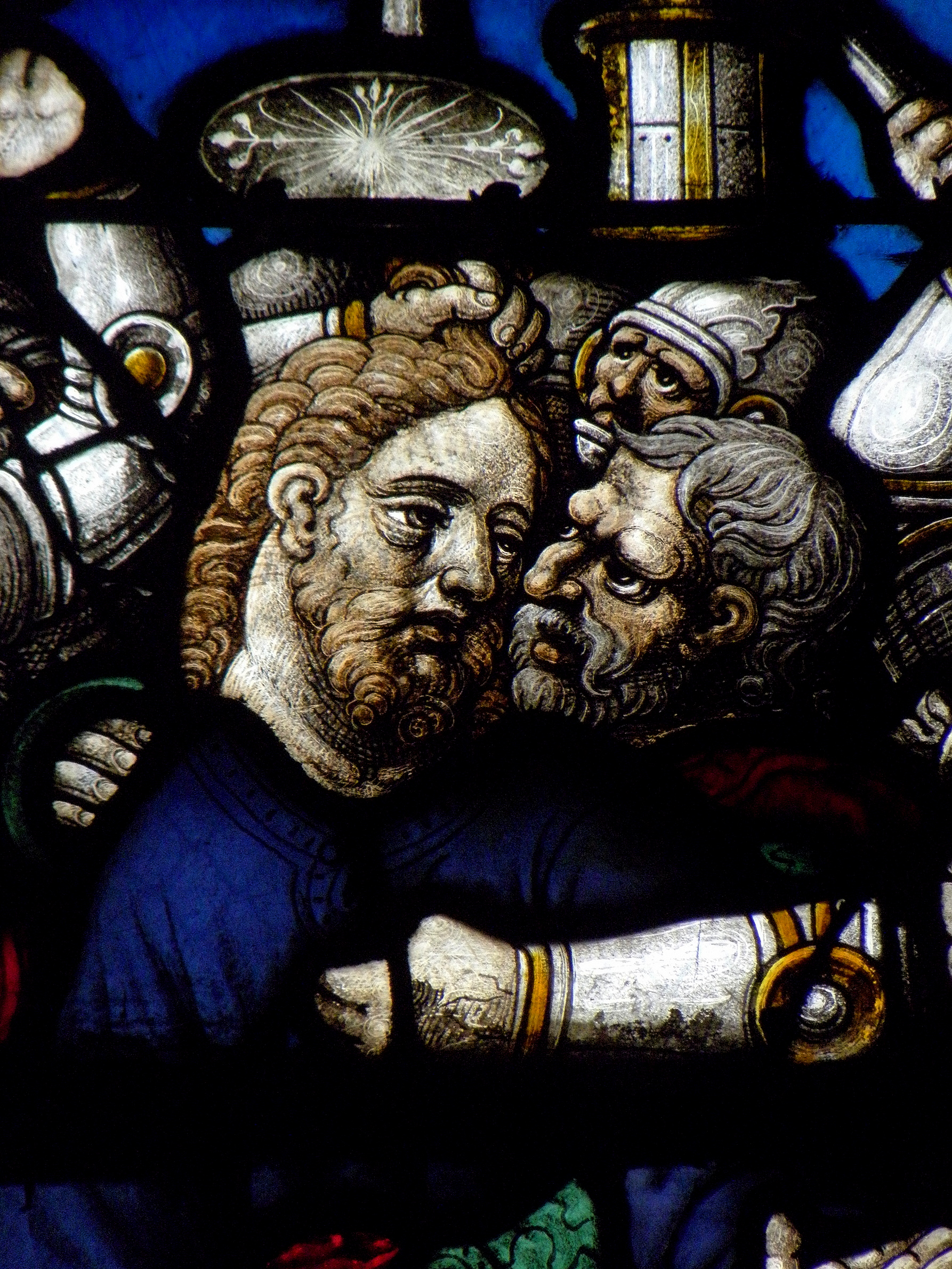
Judaskuss
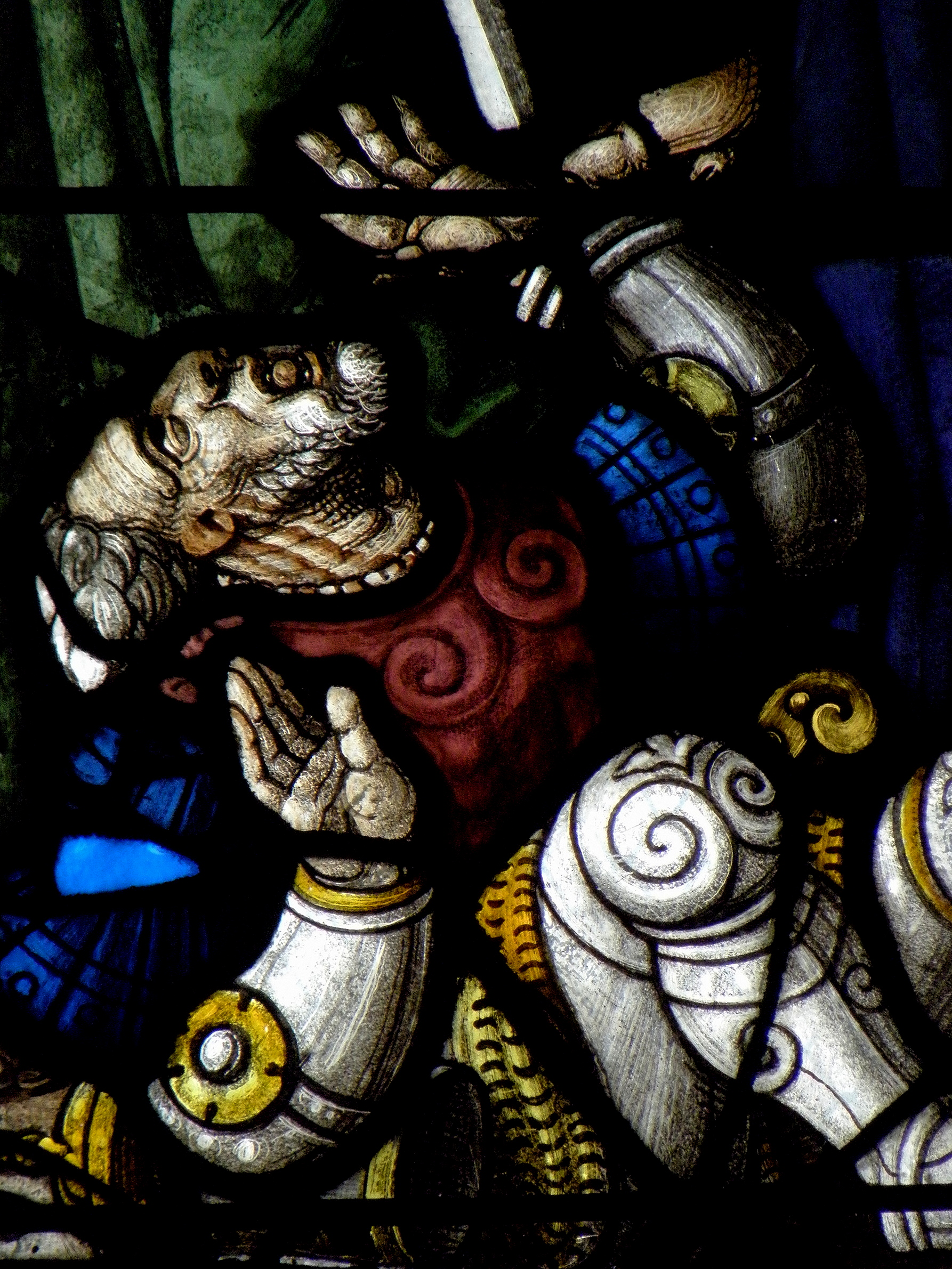
Petrus schlägt Malchus das rechte Ohr ab
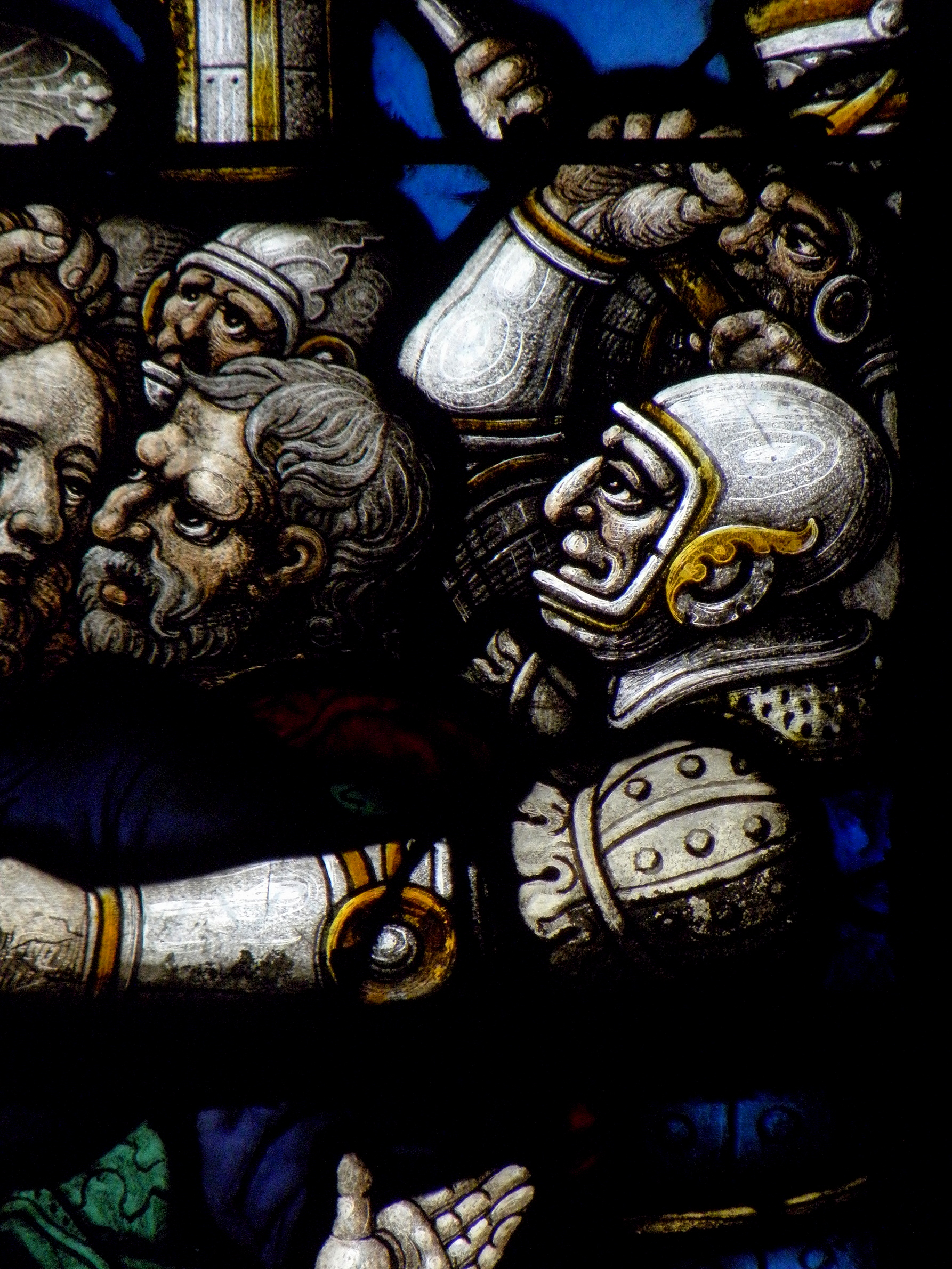
Jesus heilt das Ohr von Malchus

### Verhöhnung von Jesus

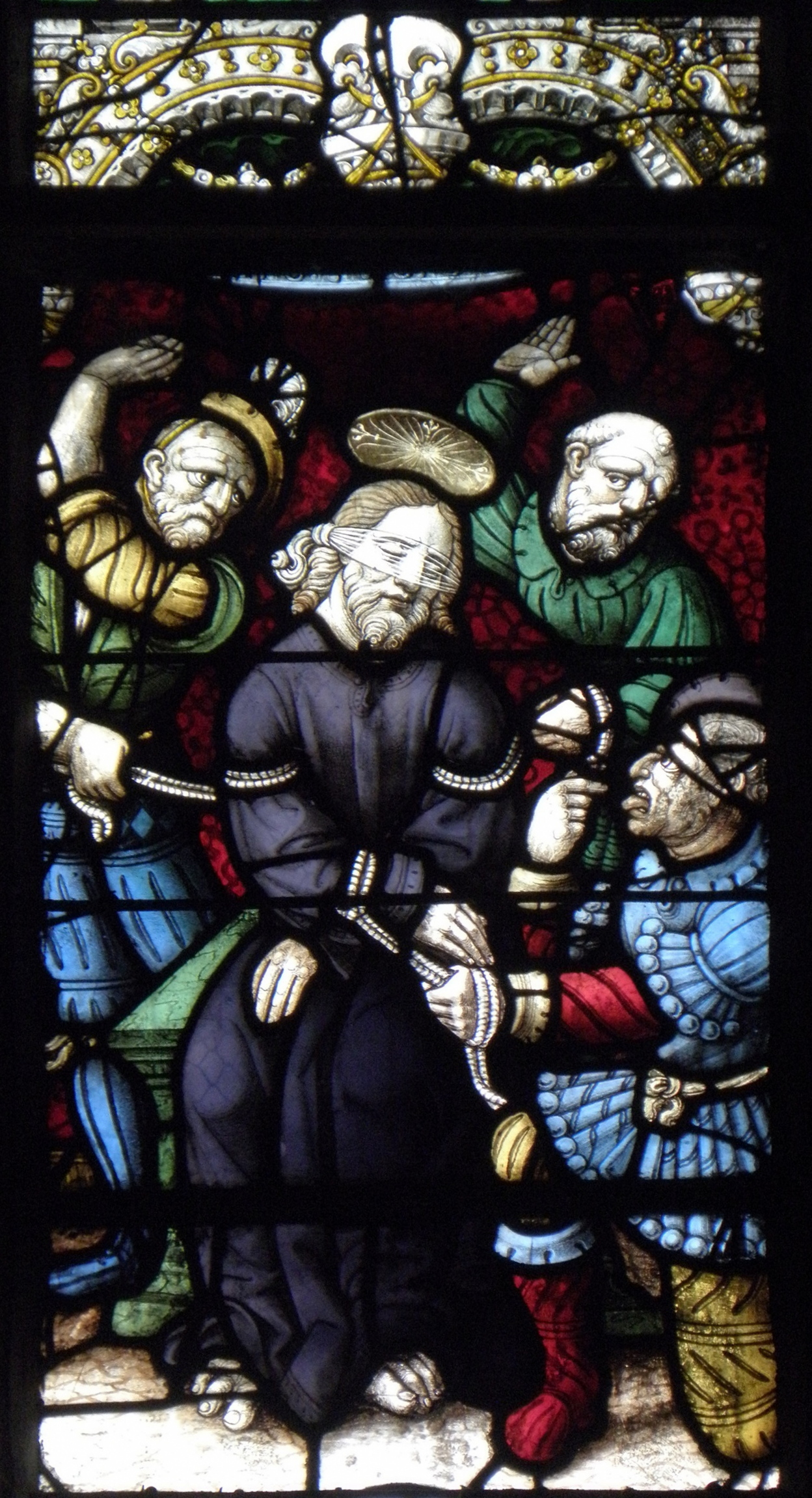
Verhöhnung von Jesus
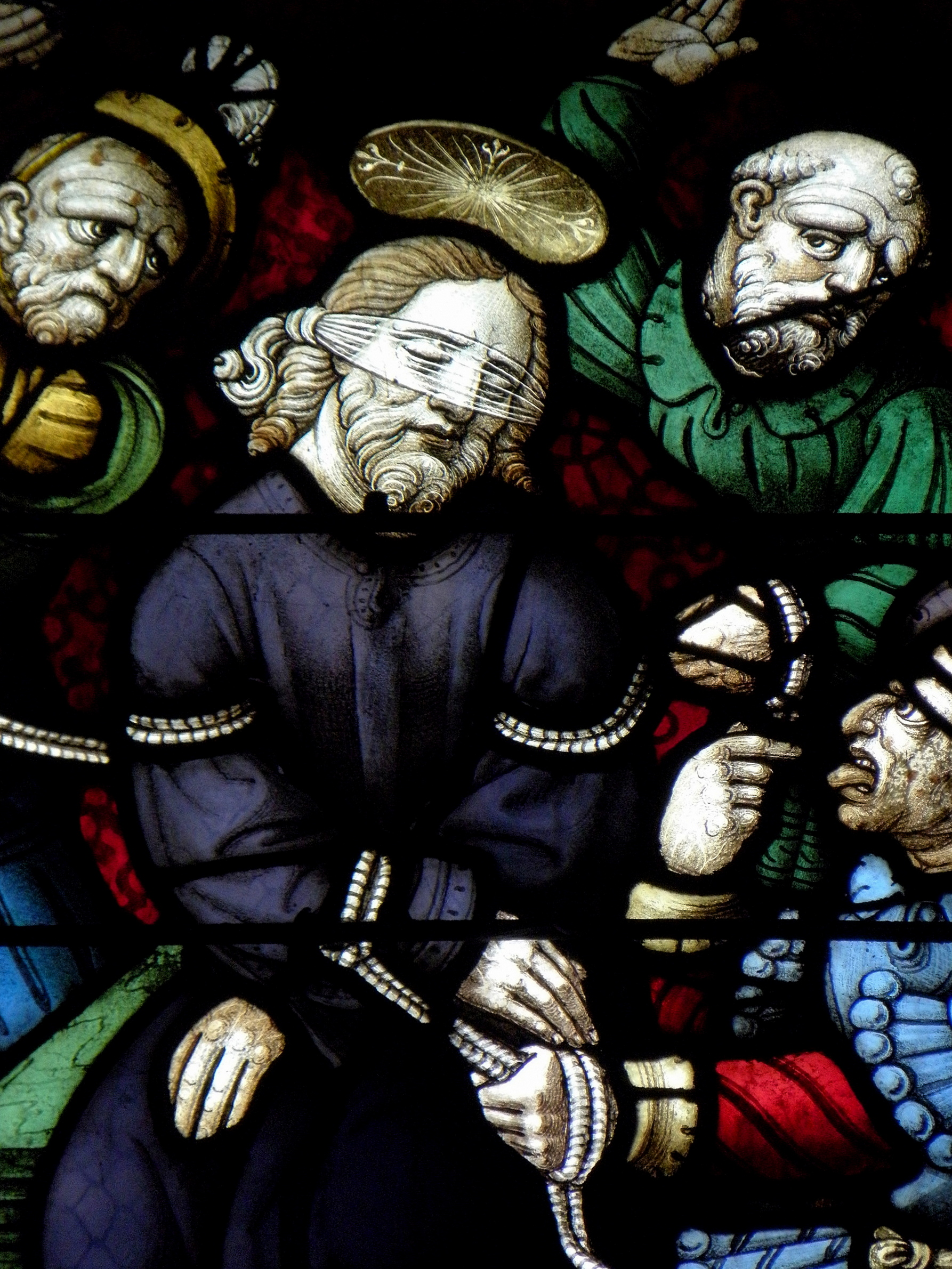
Jesus und drei Knechte
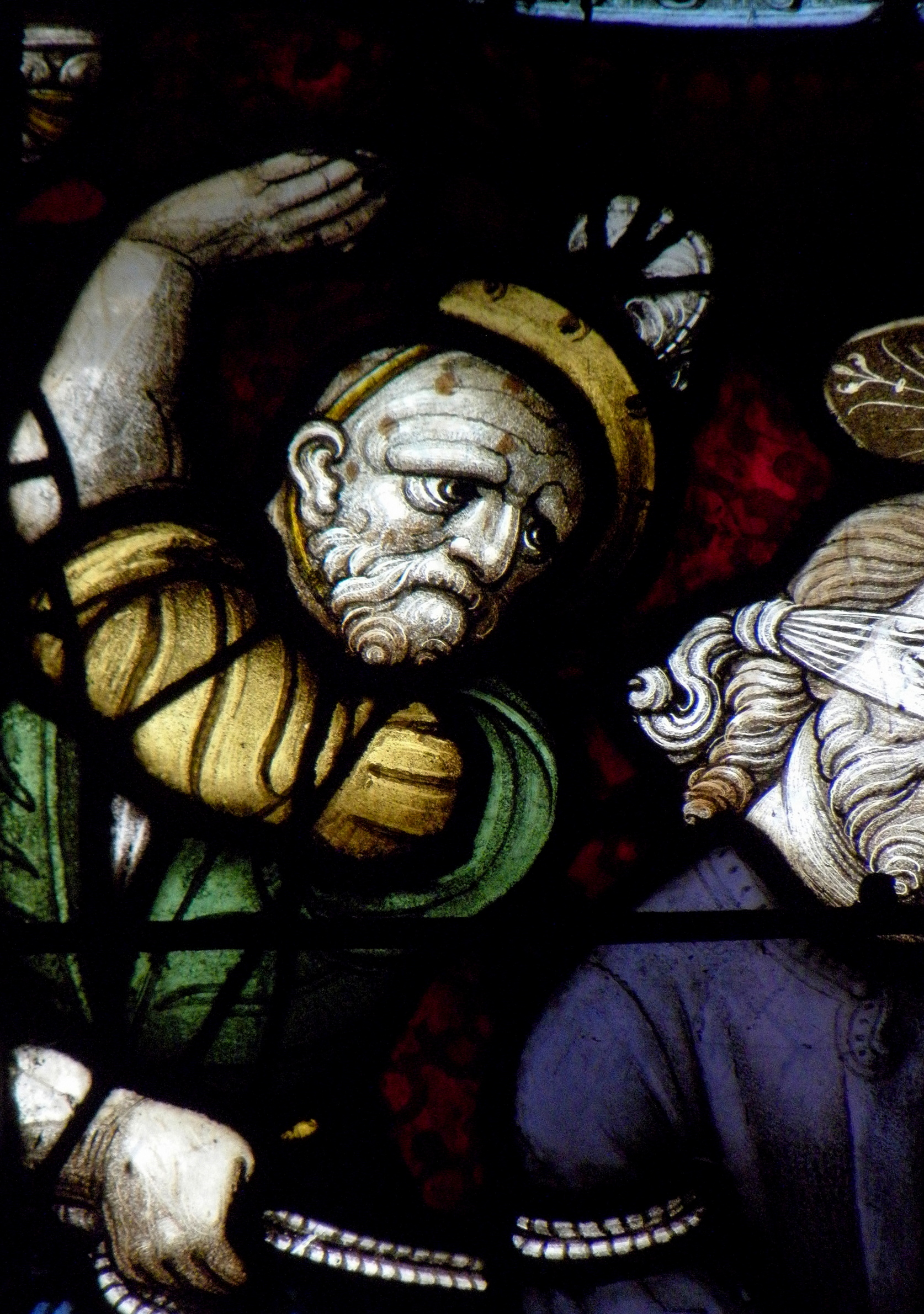
Jesus wird geschlagen
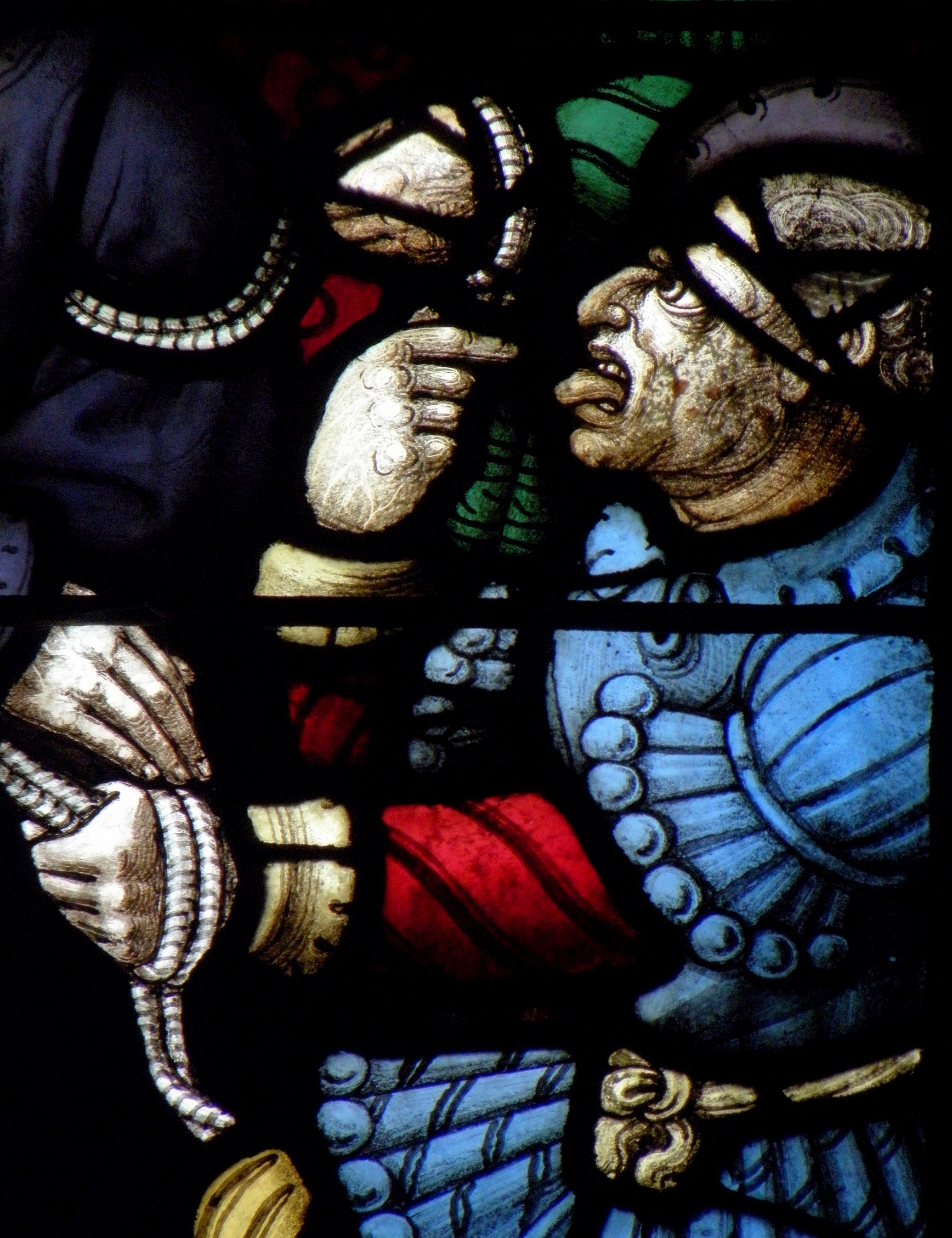
Verhöhnung

### Jesus vor Kajaphas

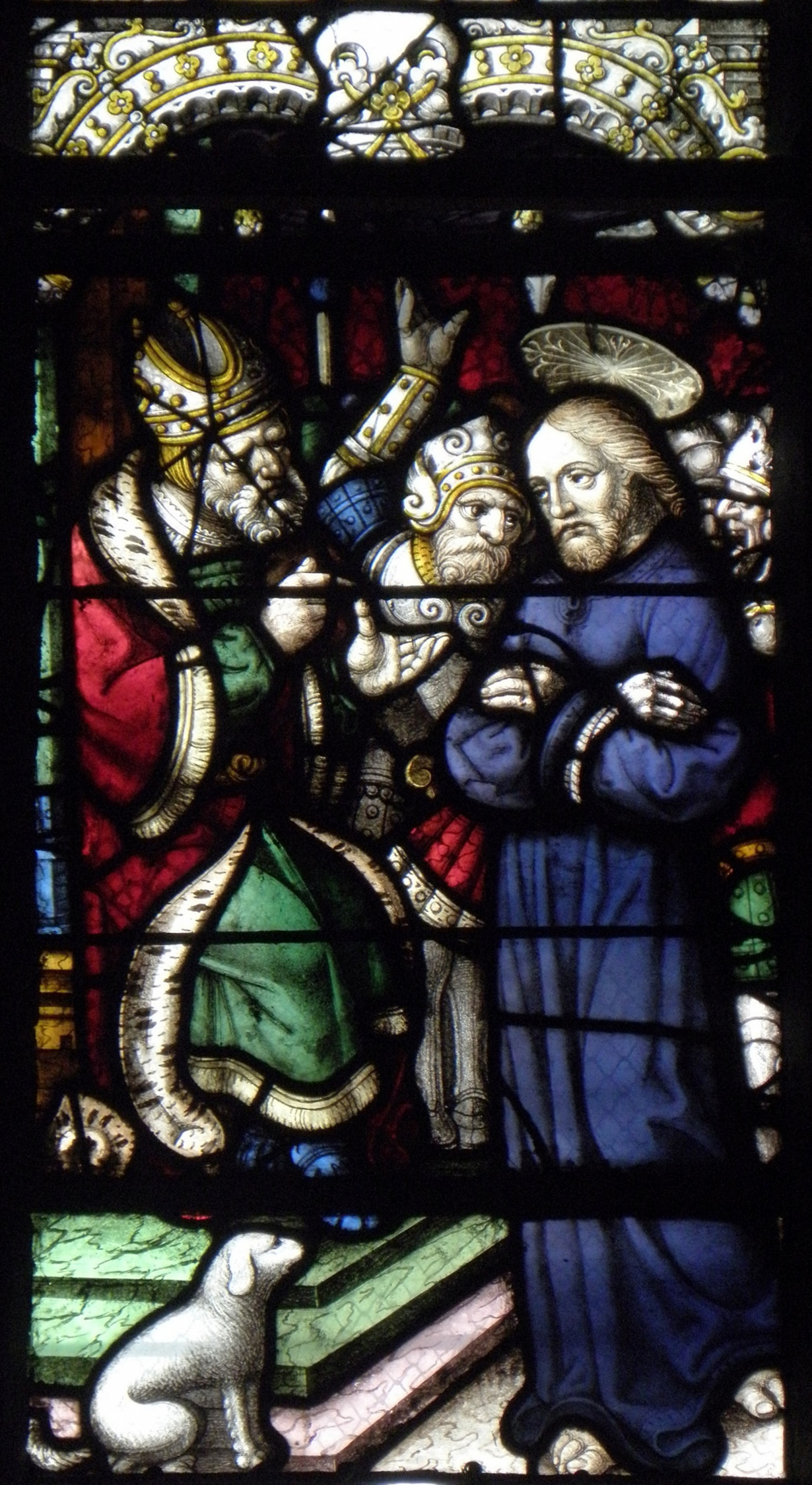
Jesus vor Kajaphas
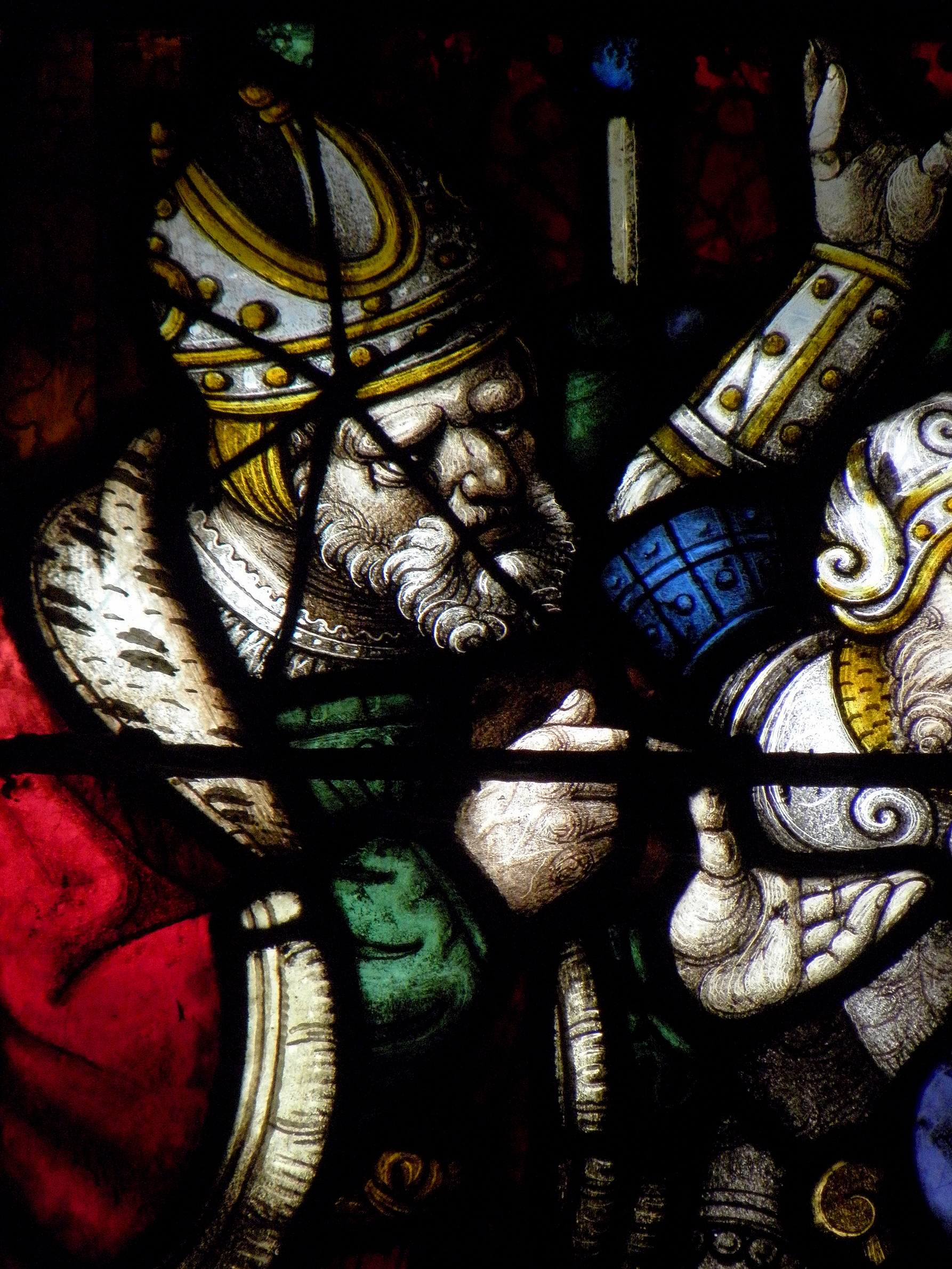
Kajaphas
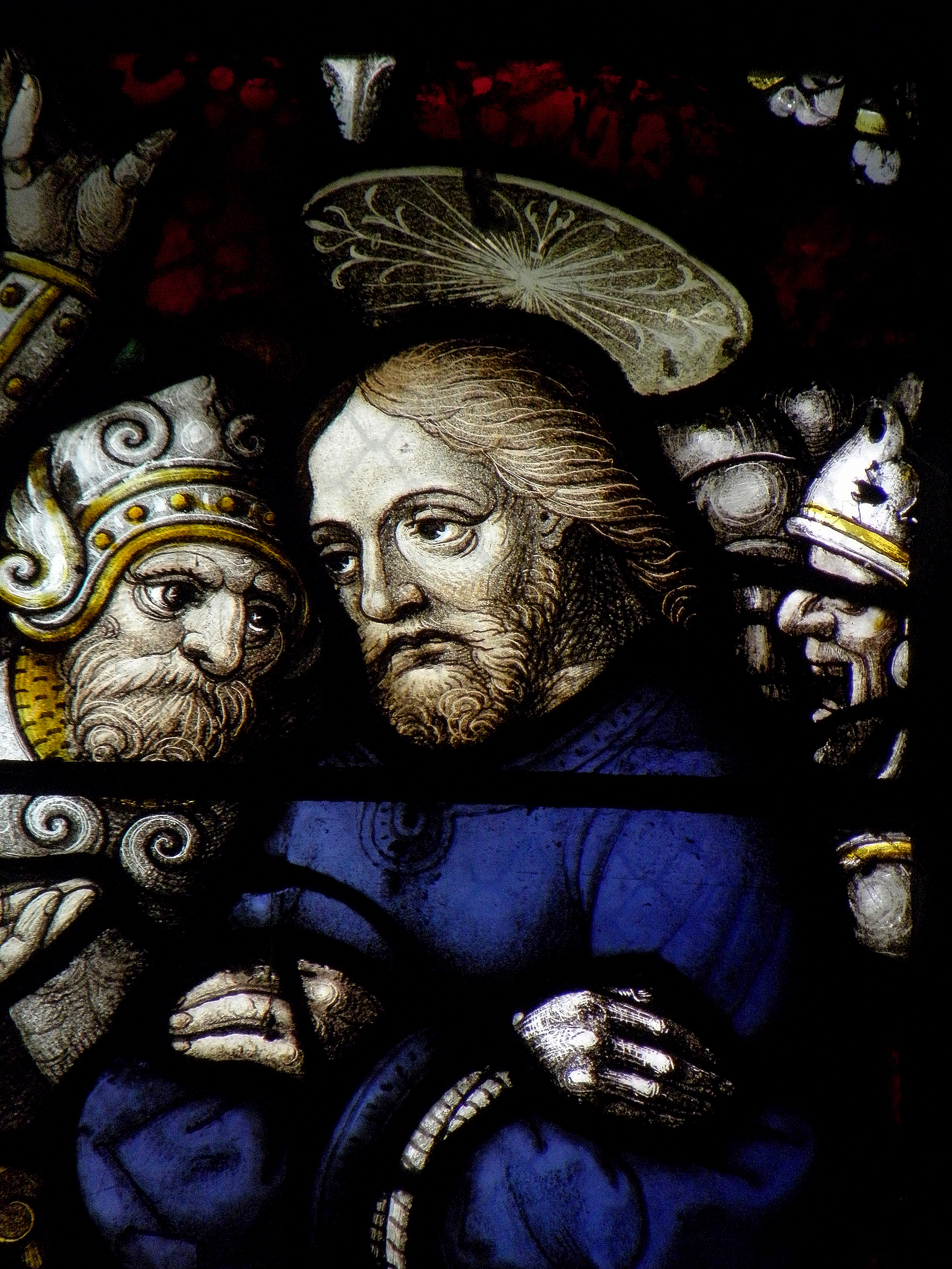
Jesus und Soldaten
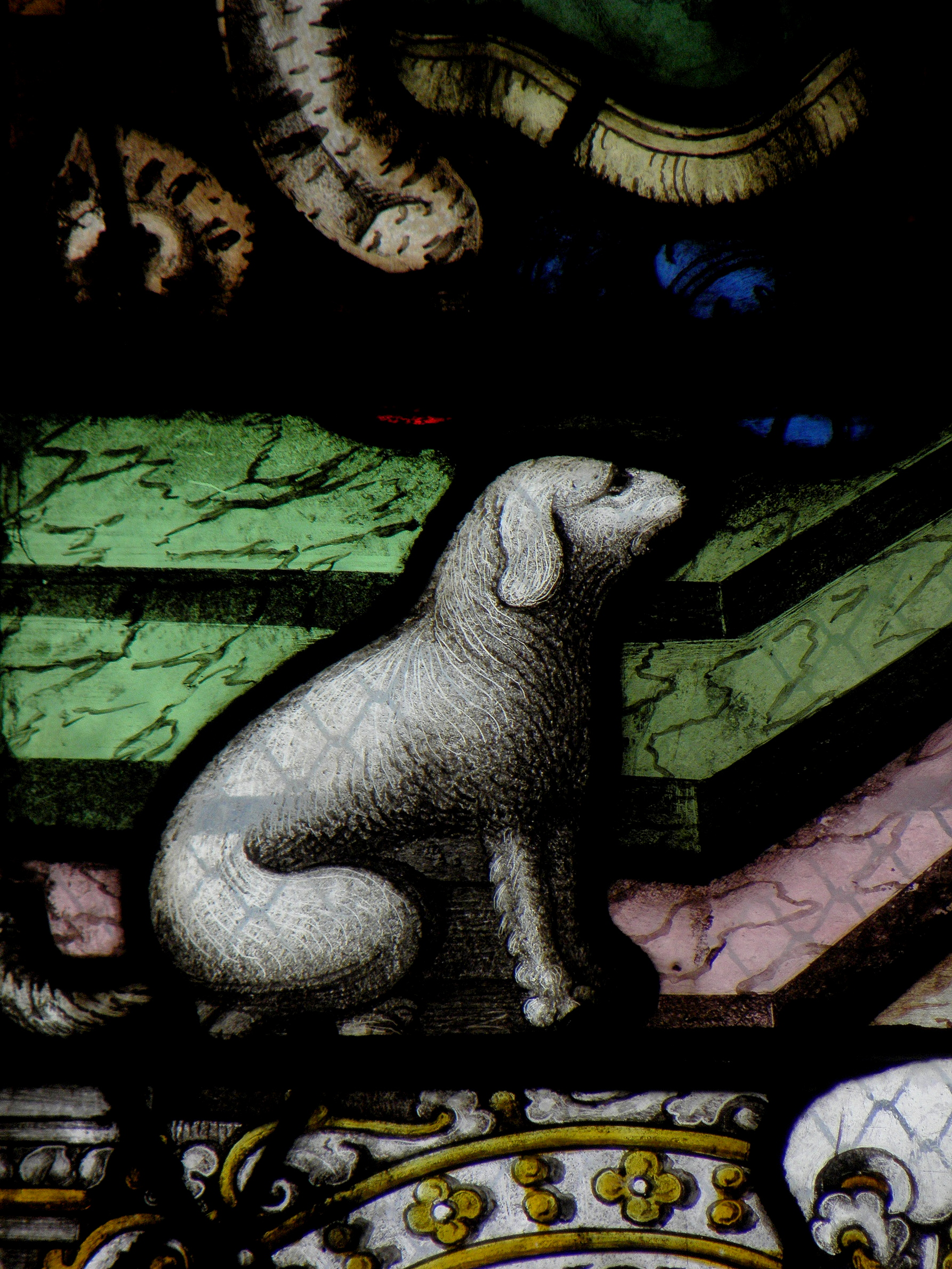
Hund

### Jesus vor Pilatus

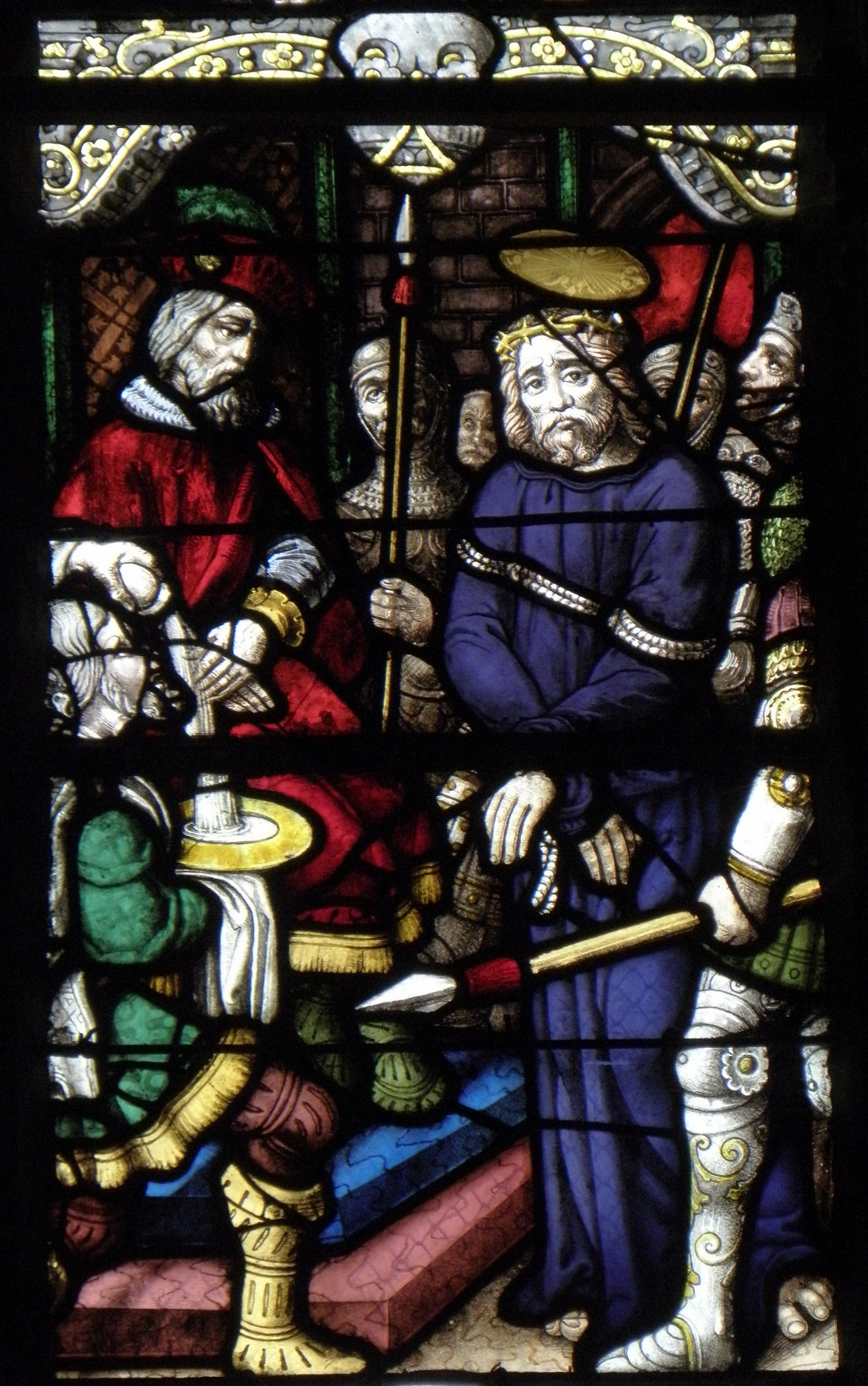
Jesus vor Pilatus
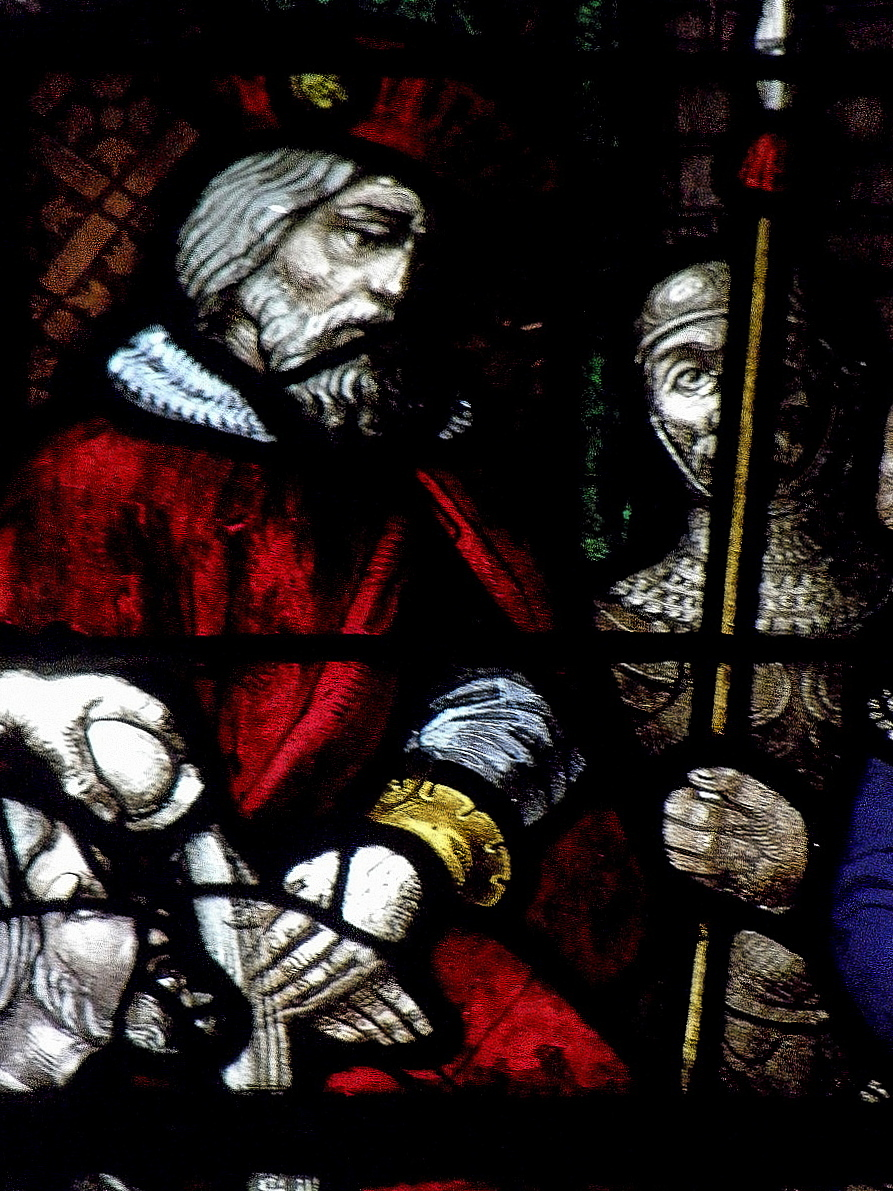
Pilatus
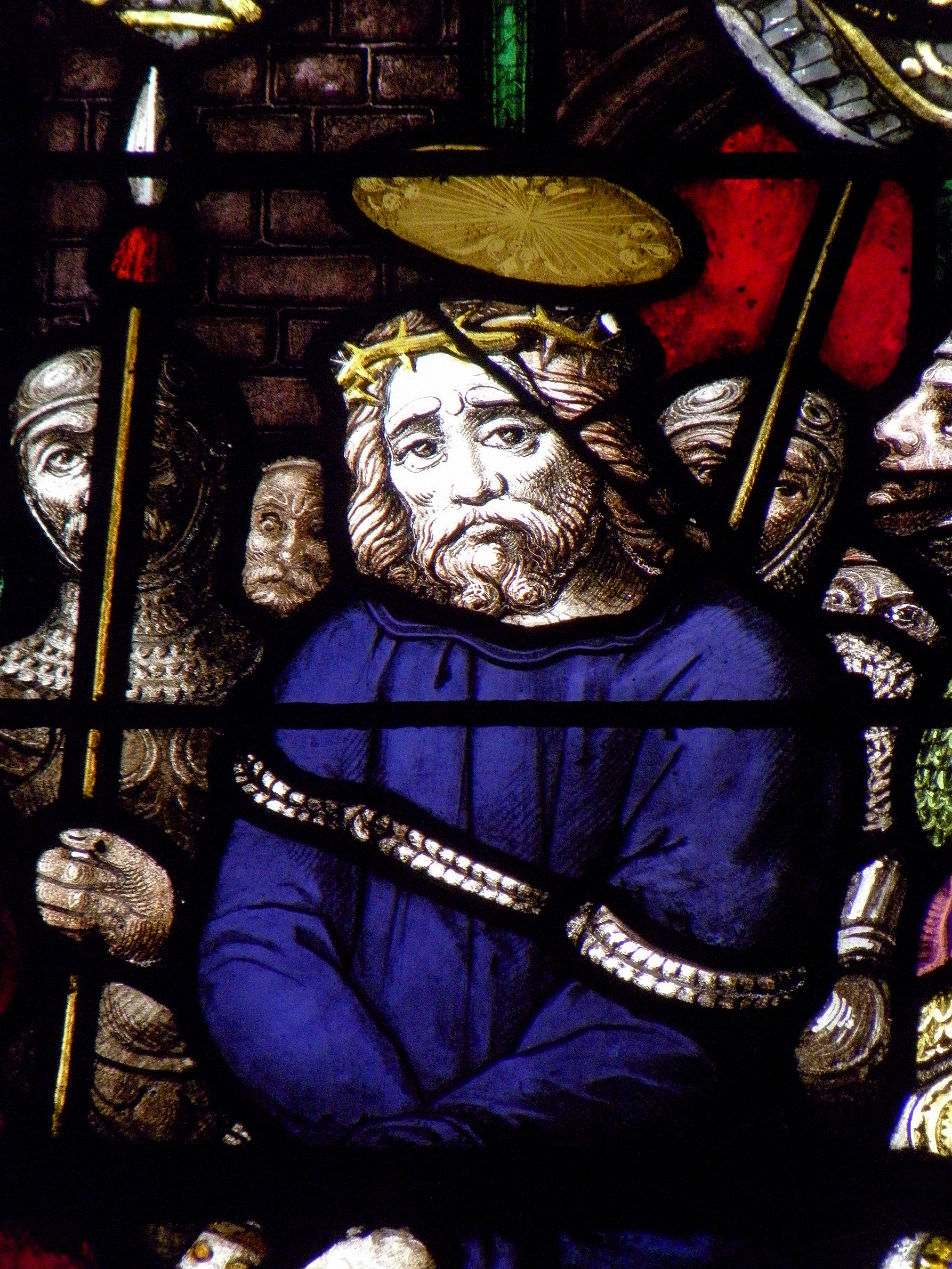
Jesus und Soldaten
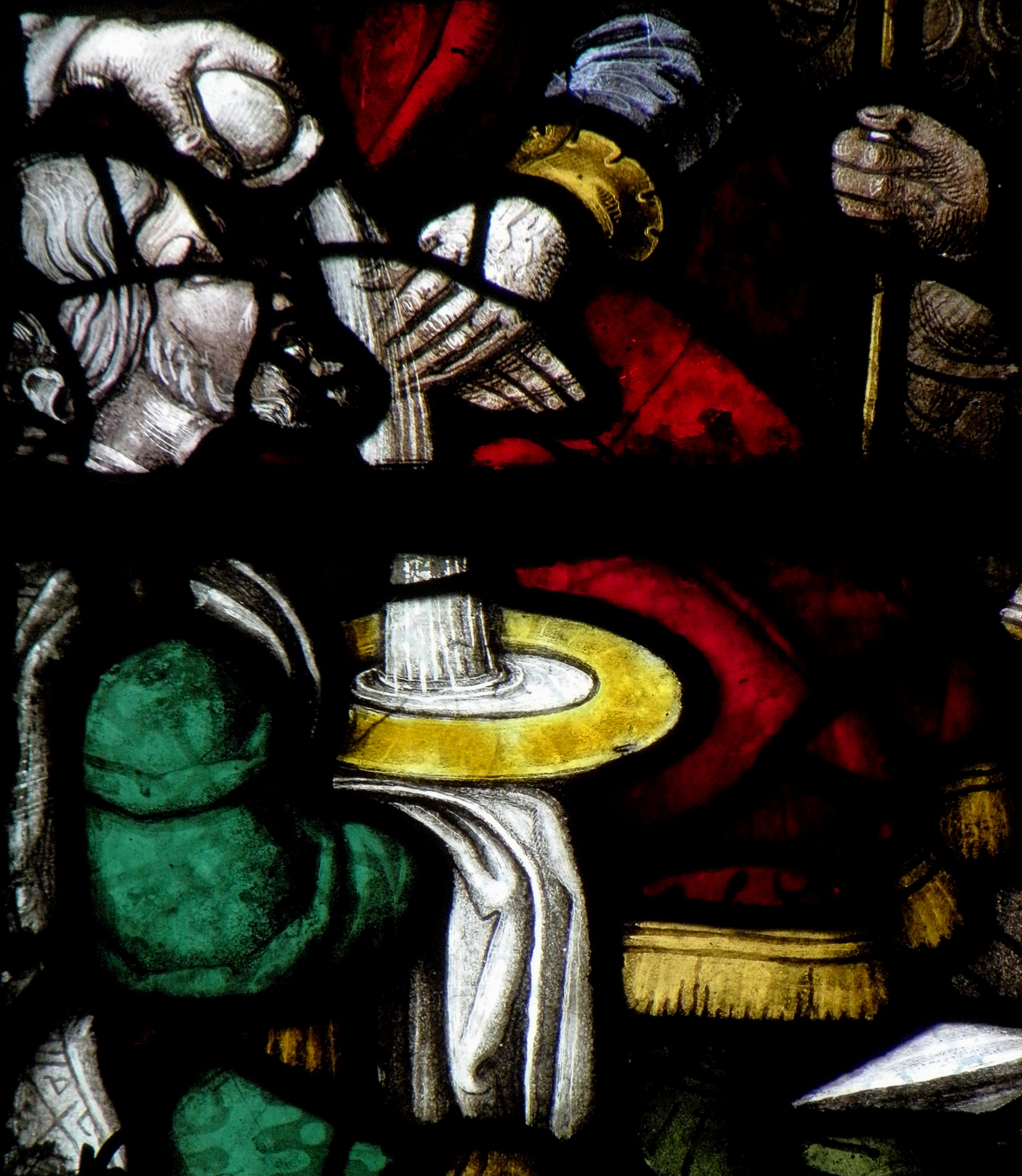
Pilatus wäscht seine Hände in Unschuld

### Dornenkrönung Jesu

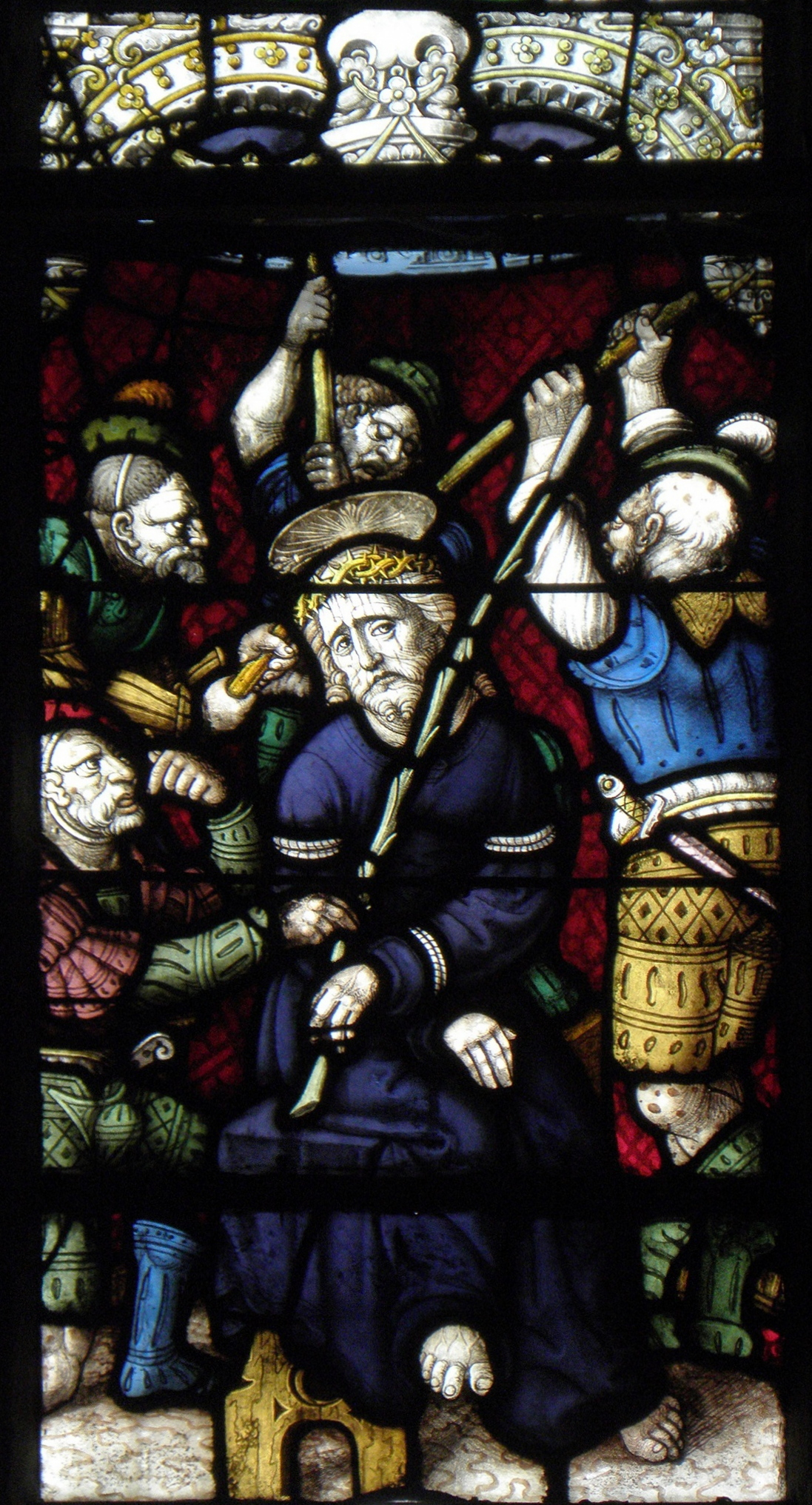
Jesus wird die Dornenkrone aufgesetzt
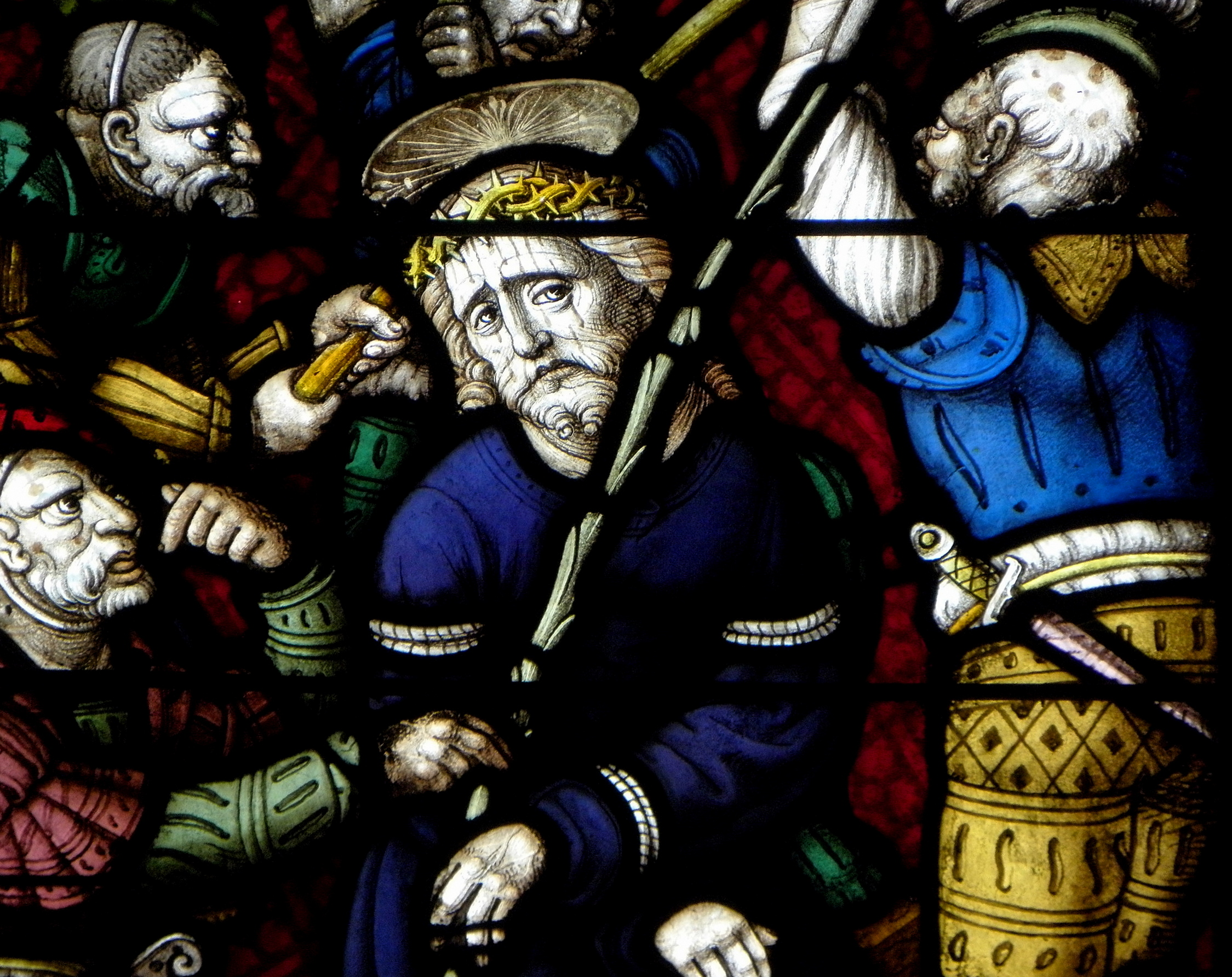
Detail

### Jesus wird gegeißelt

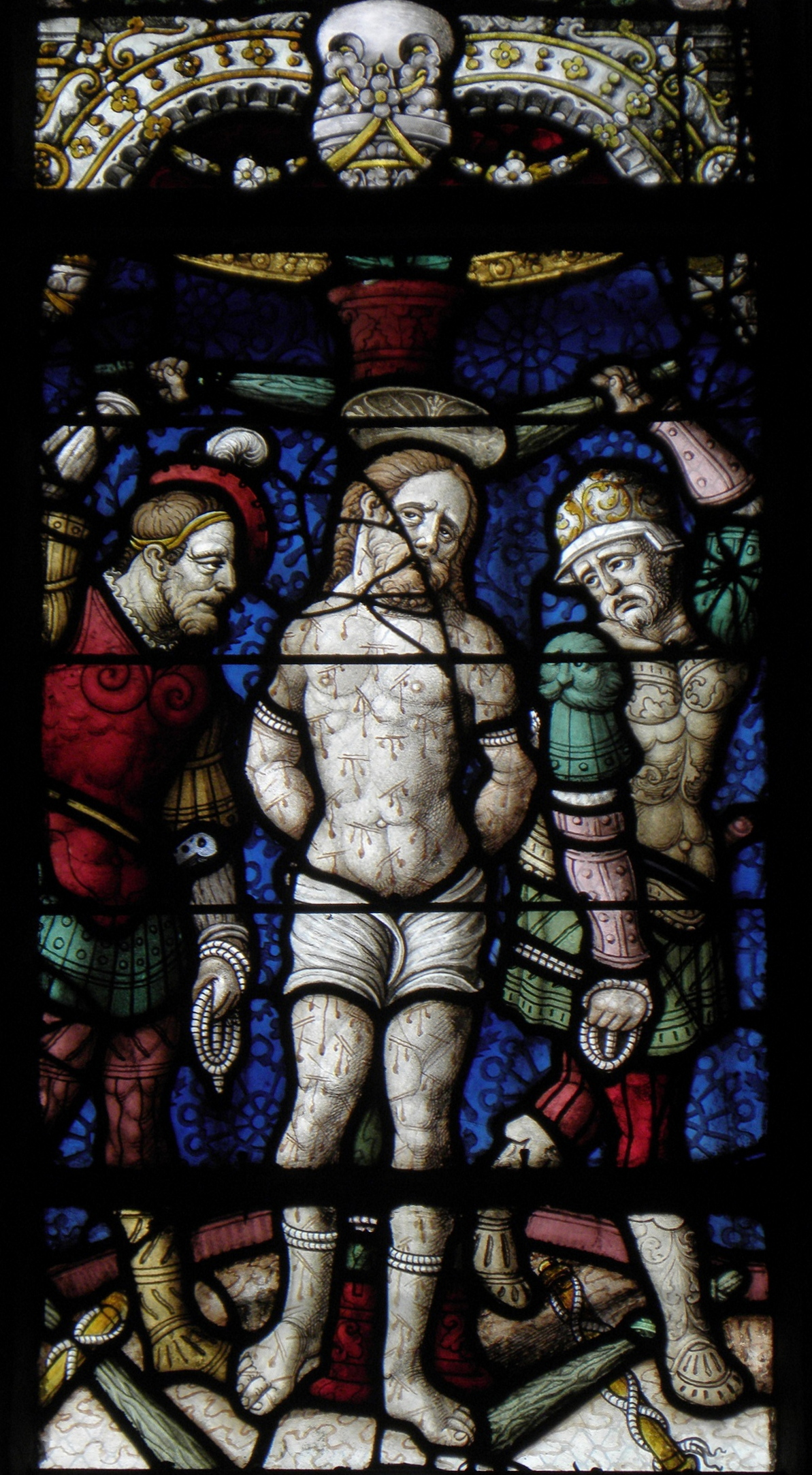
Jesus wird gegeißelt
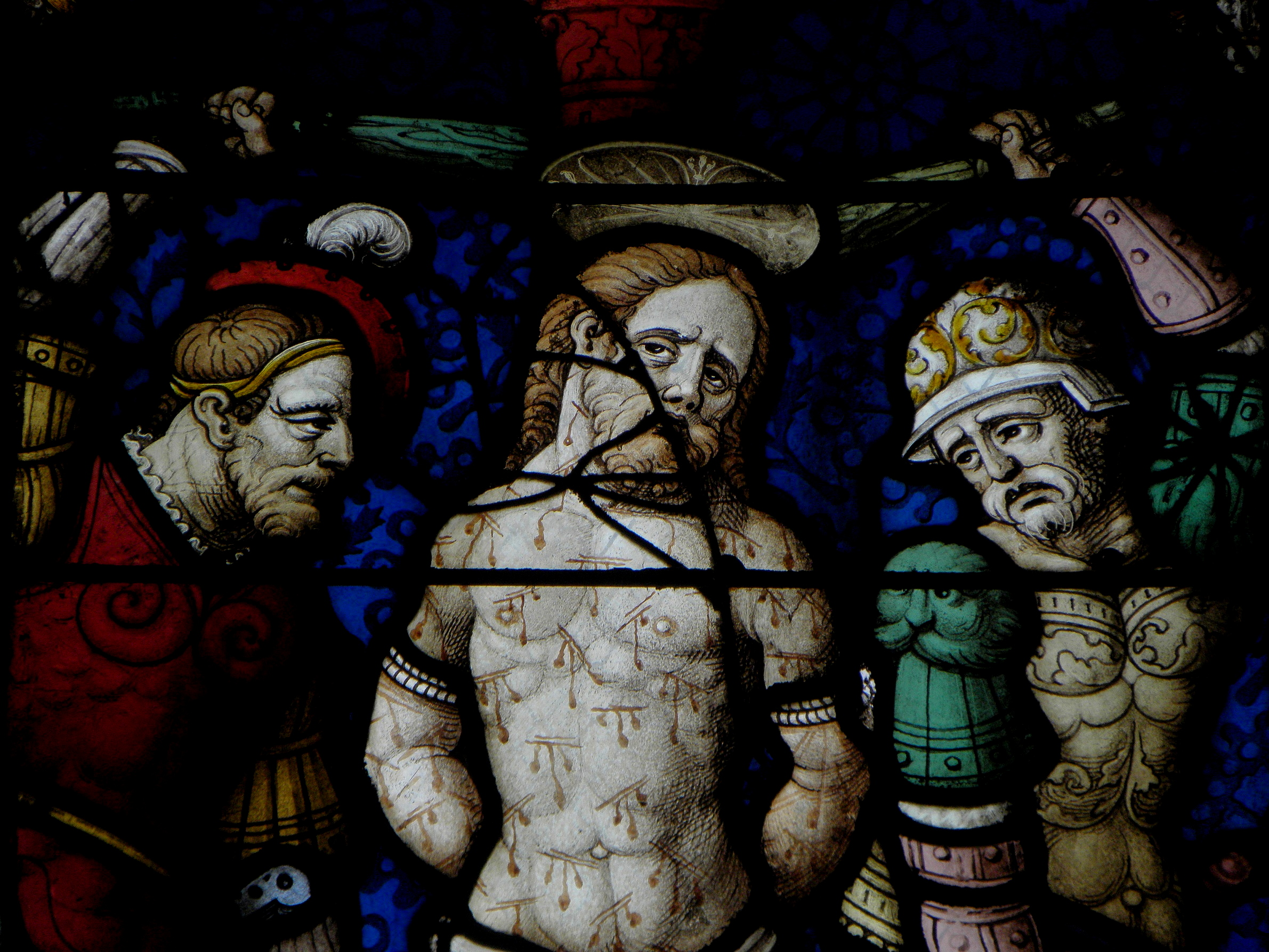
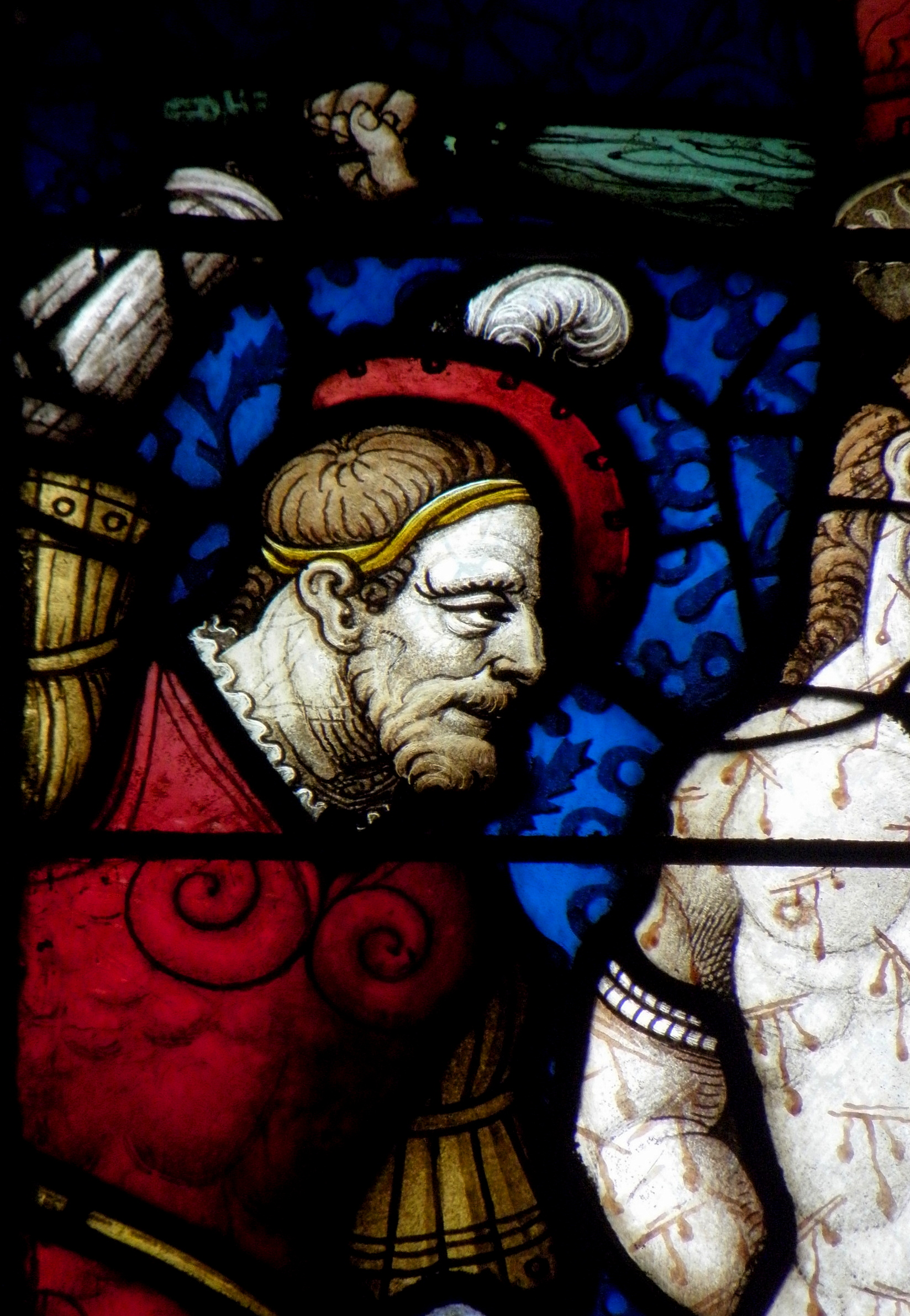
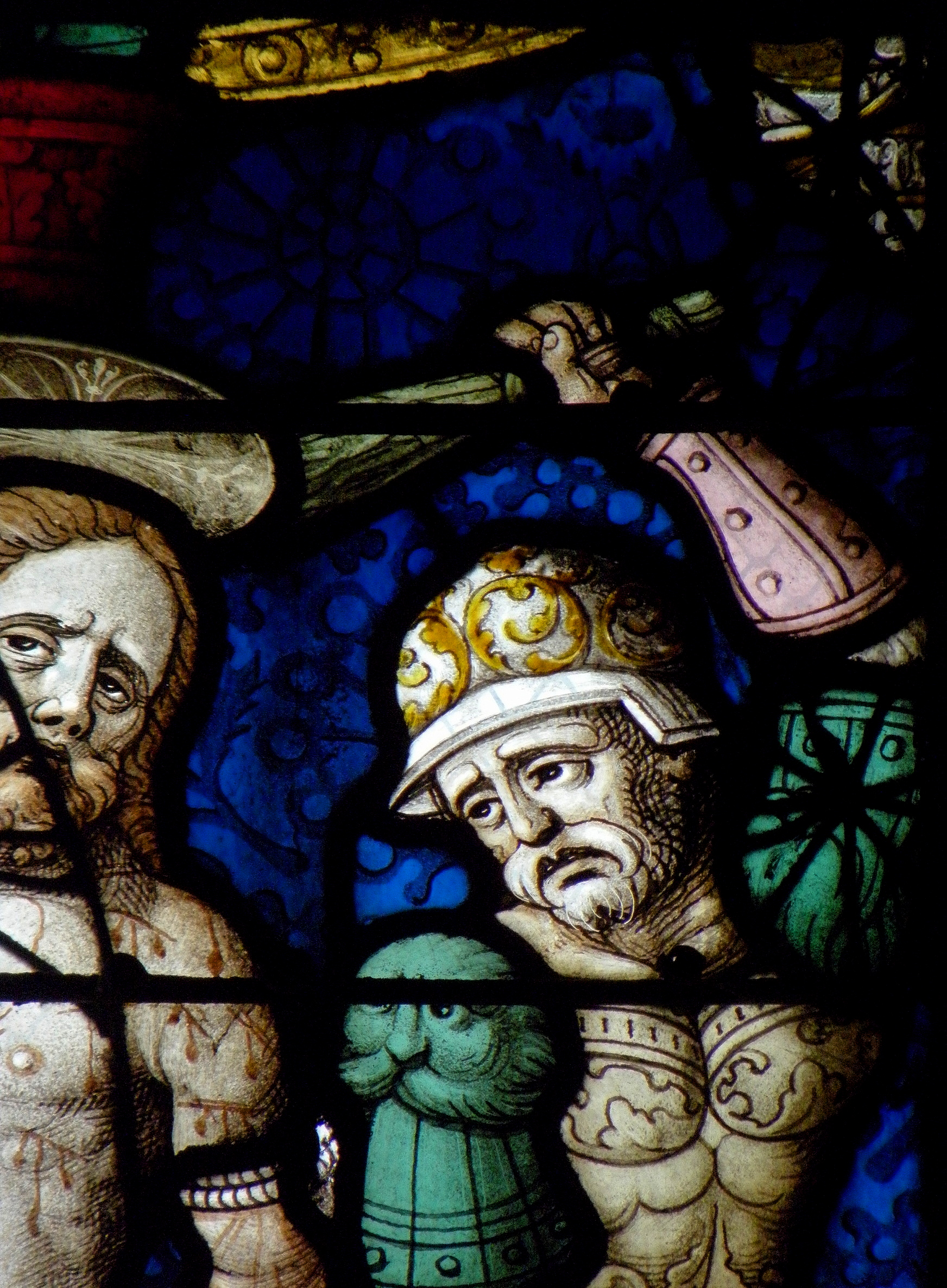

### Ecce Homo

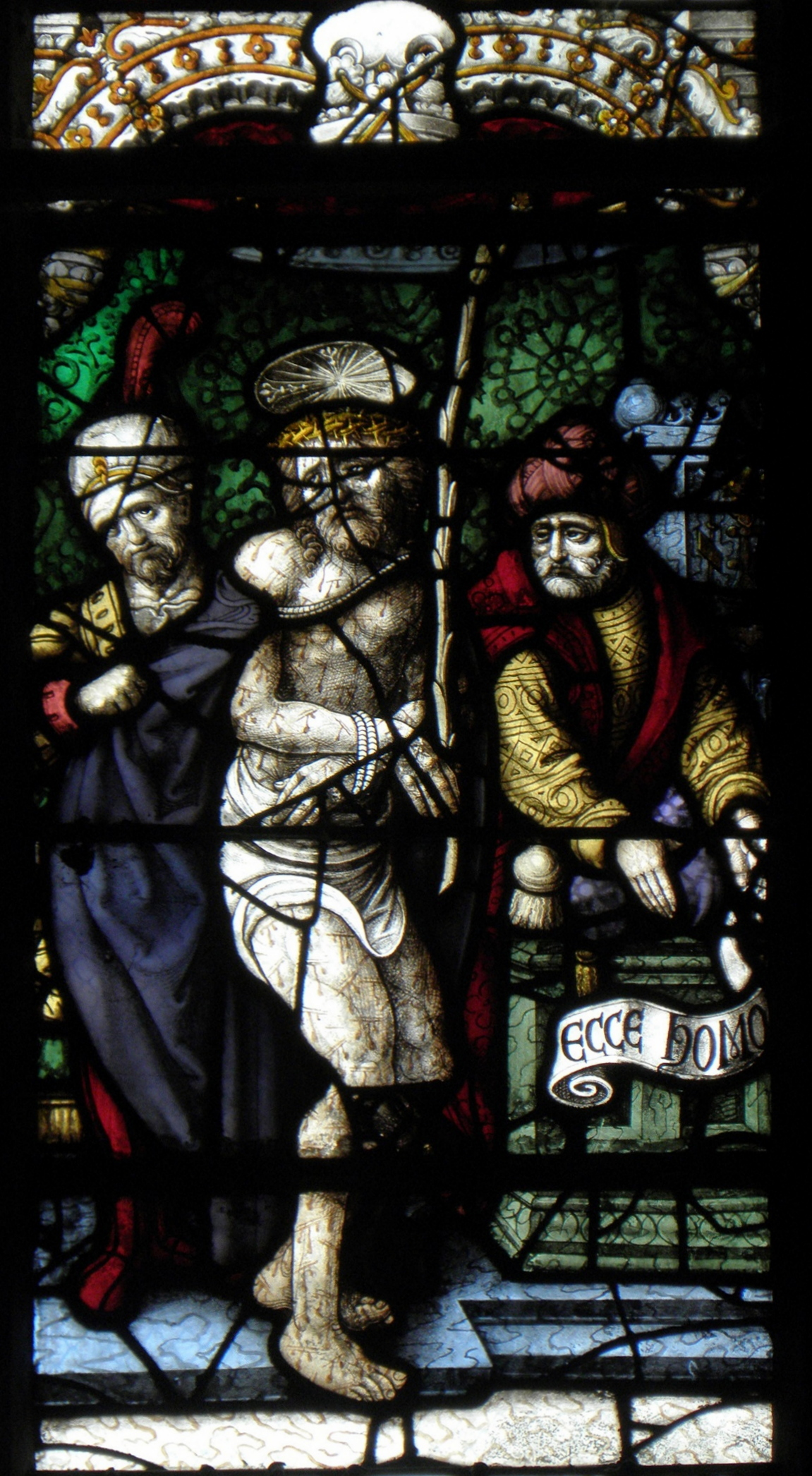
Ecce Homo
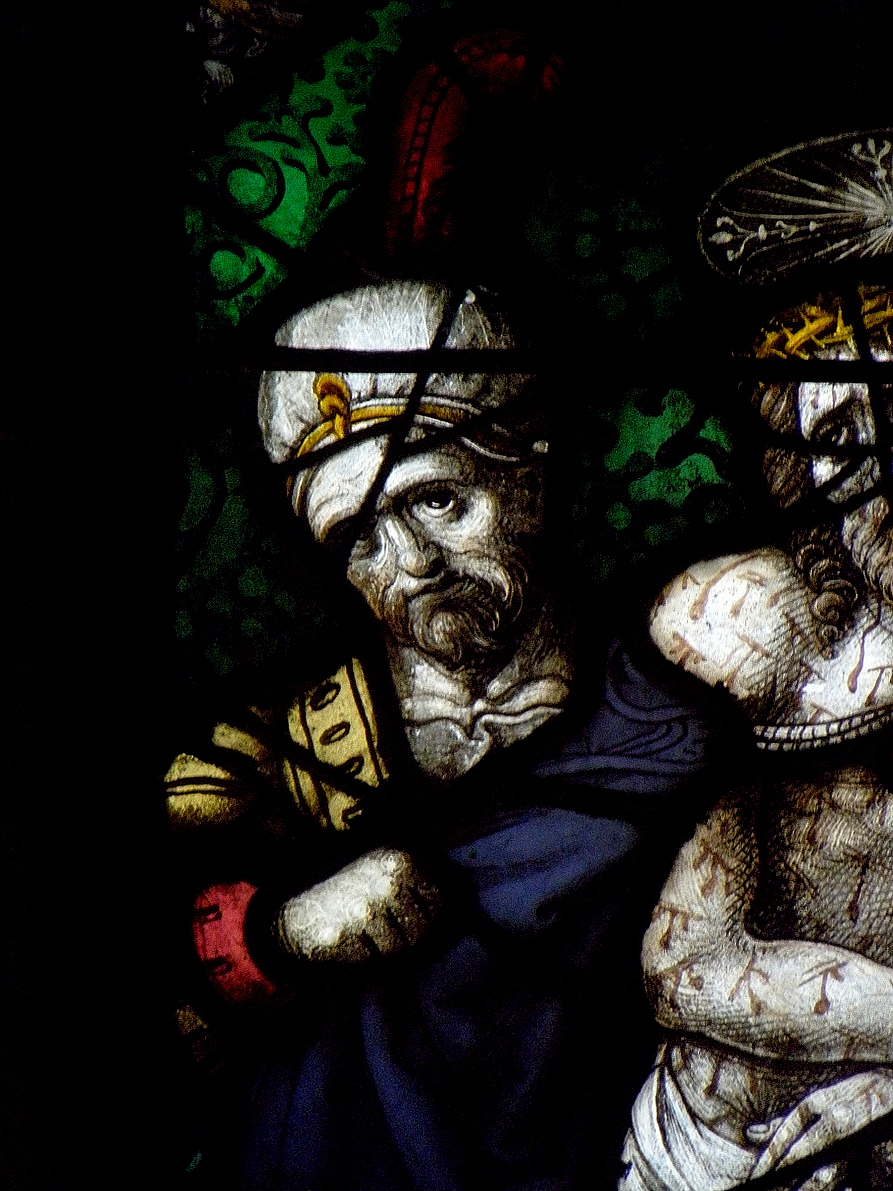
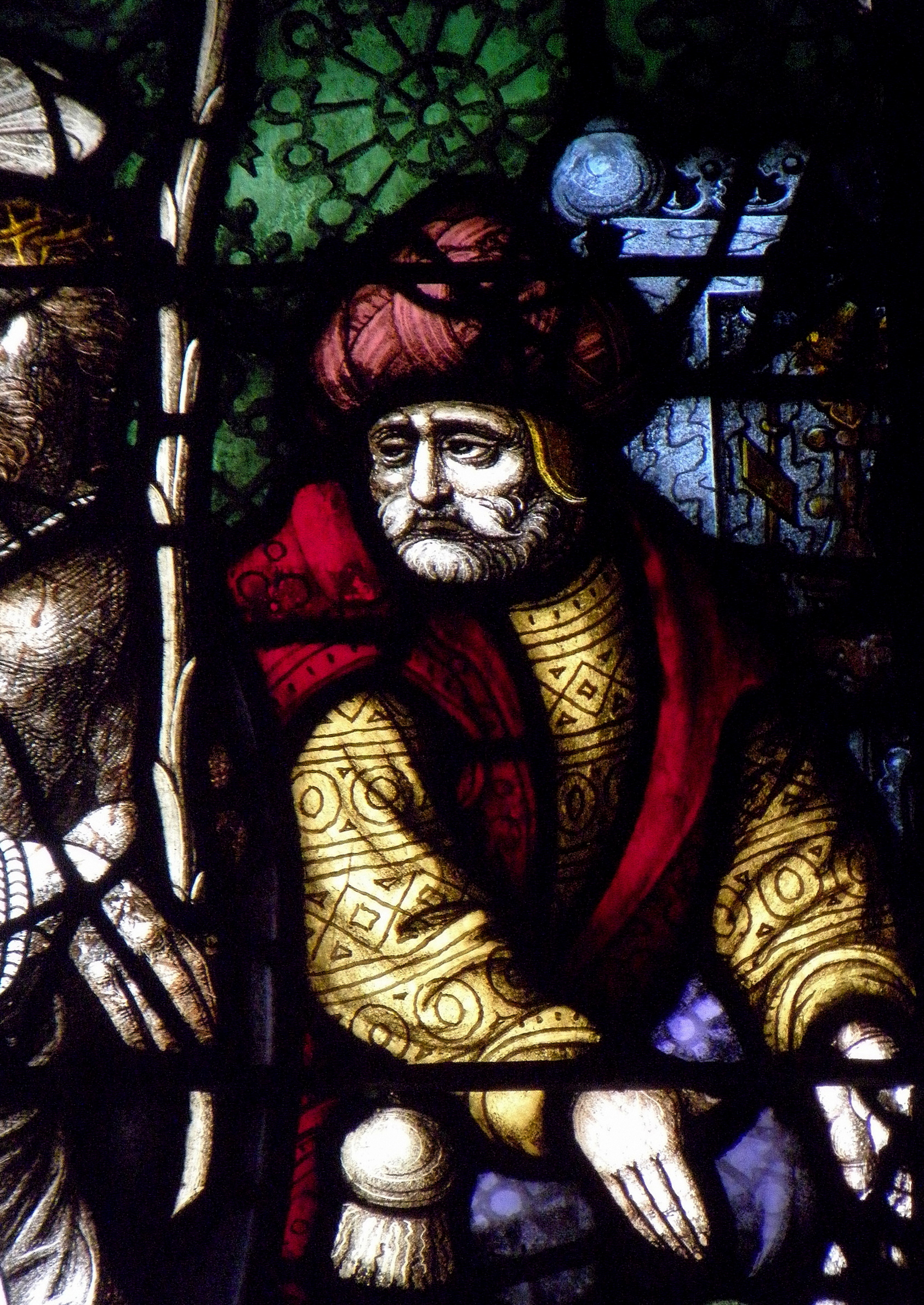

### Jesus trägt das Kreuz

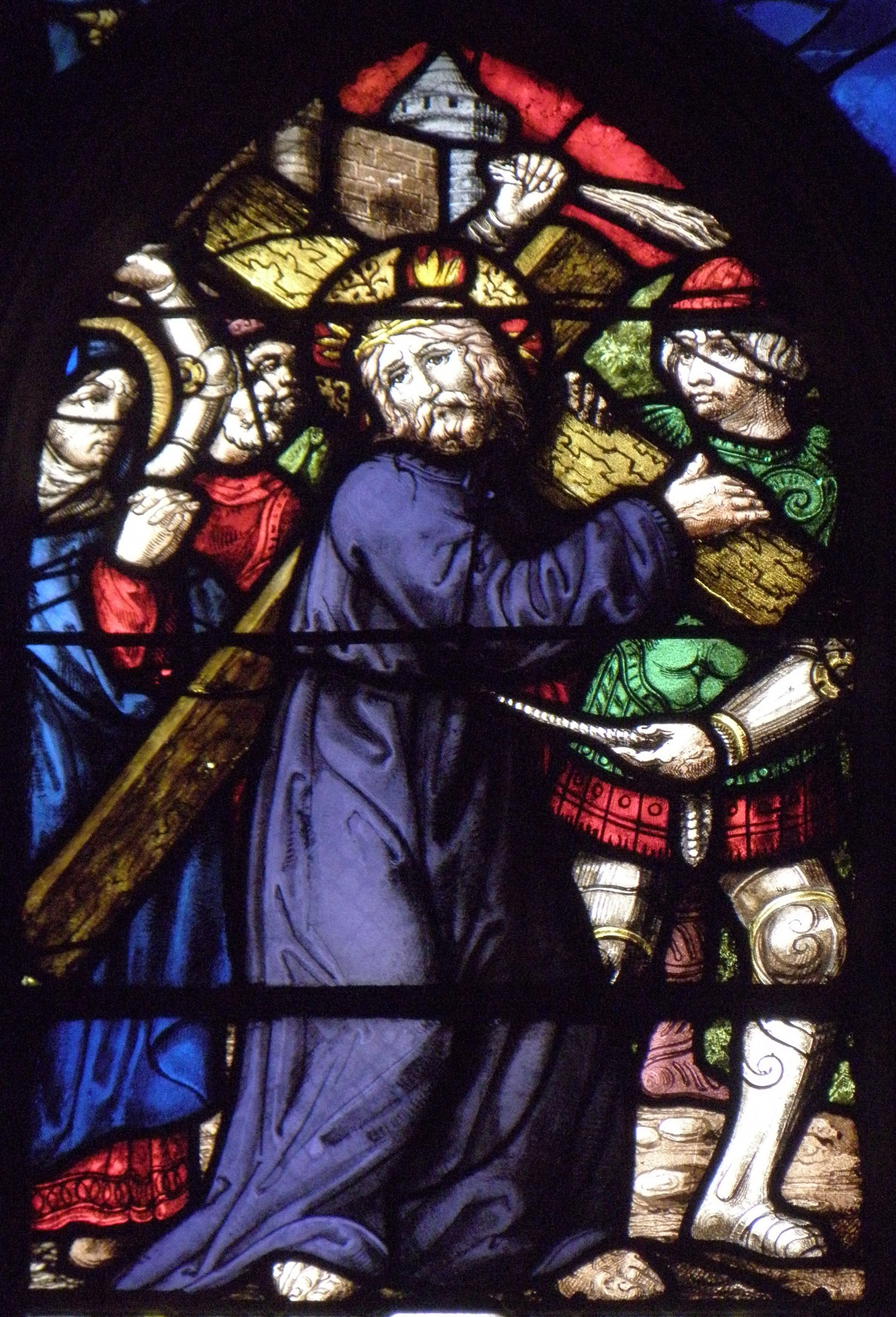
Jesus trägt das Kreuz
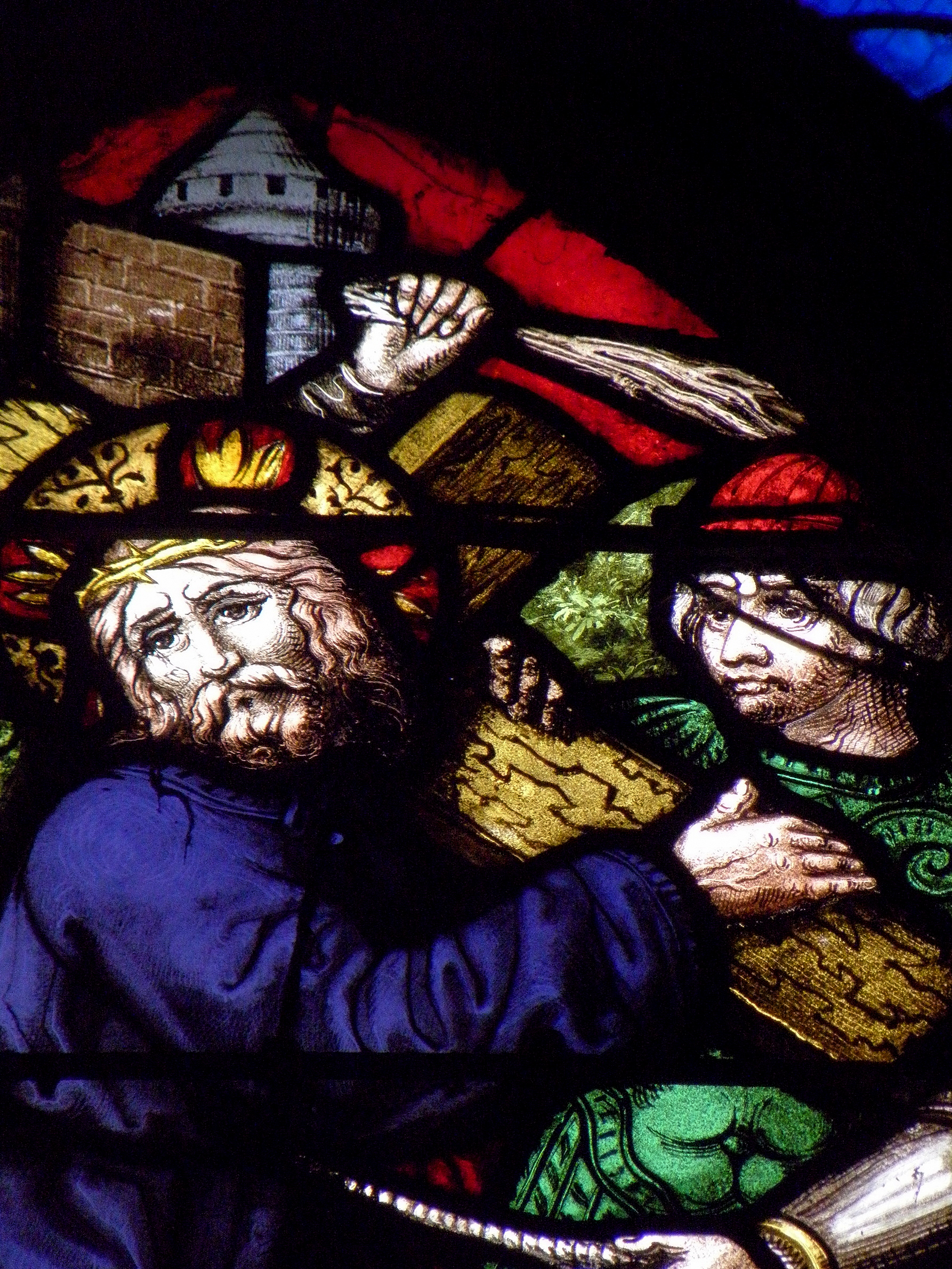
Detail

### Kreuzigungsszene

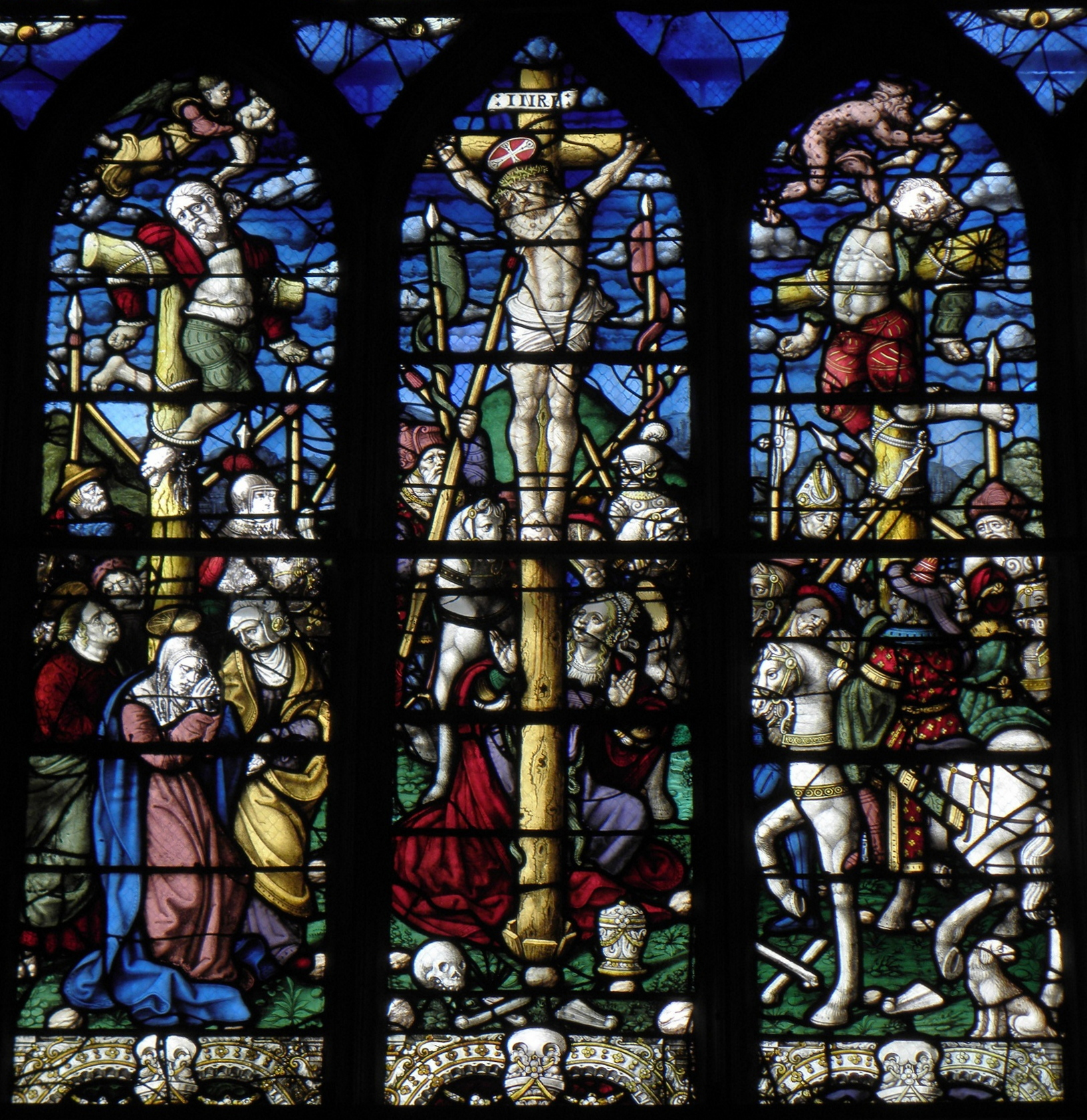
Kreuzigungsszene
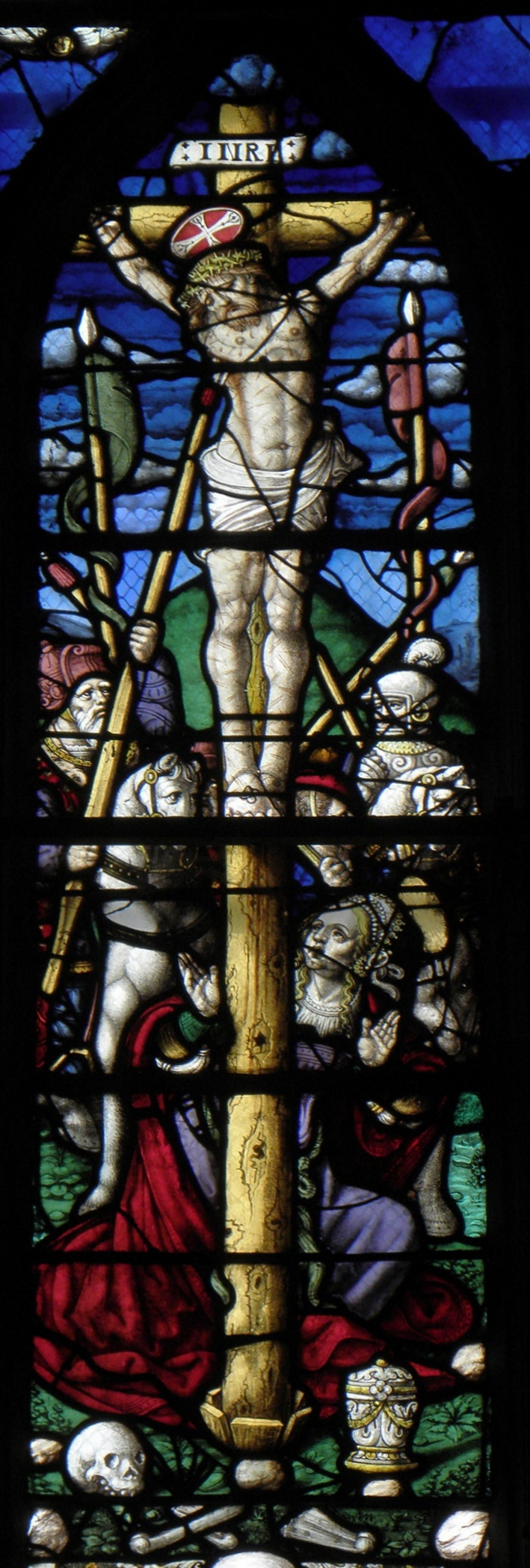
Jesus am Kreuz
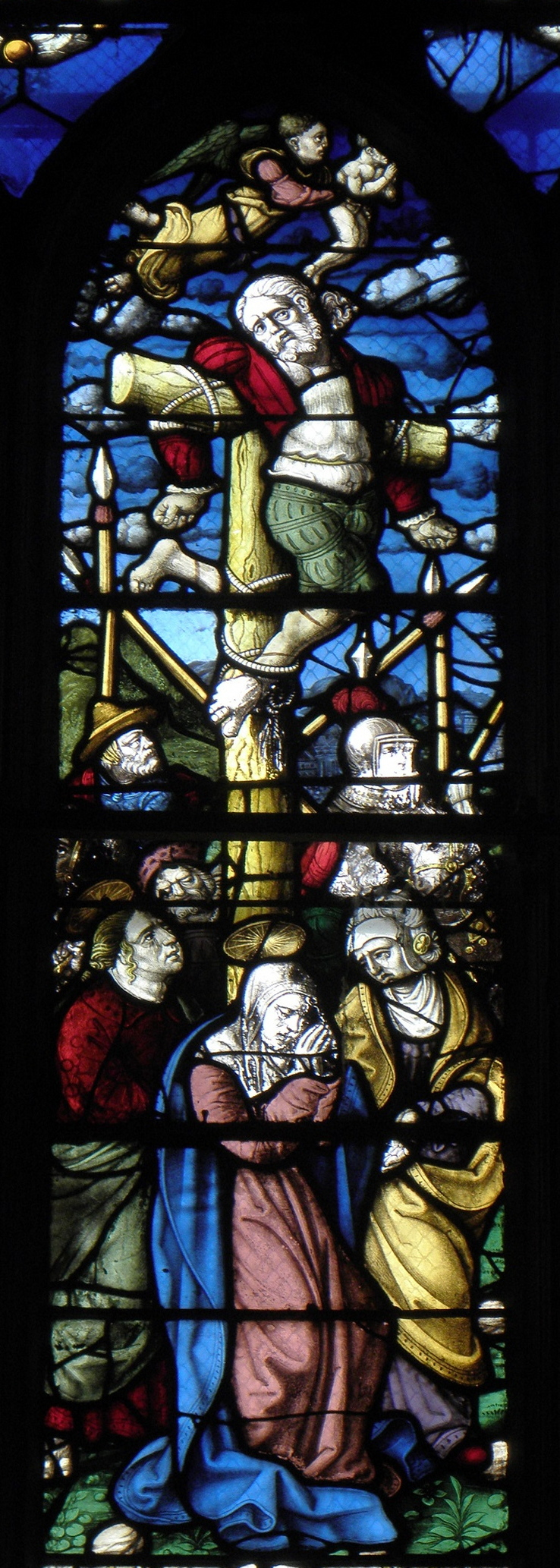
Dismas am Kreuz
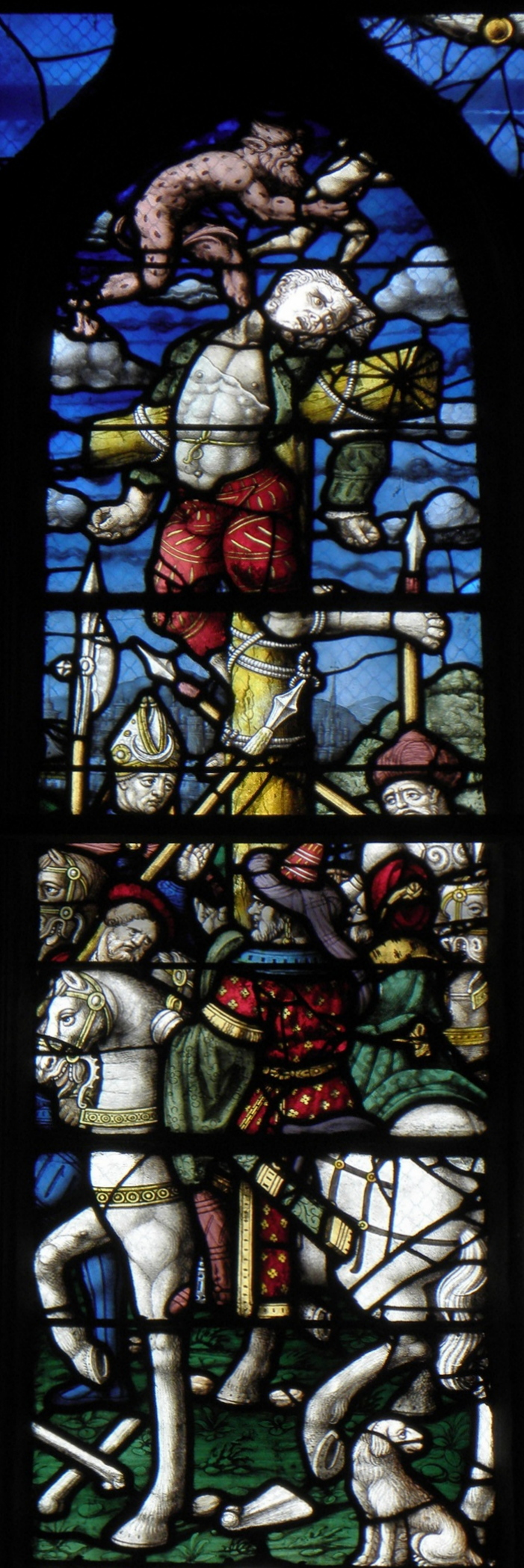
Gestas am Kreuz
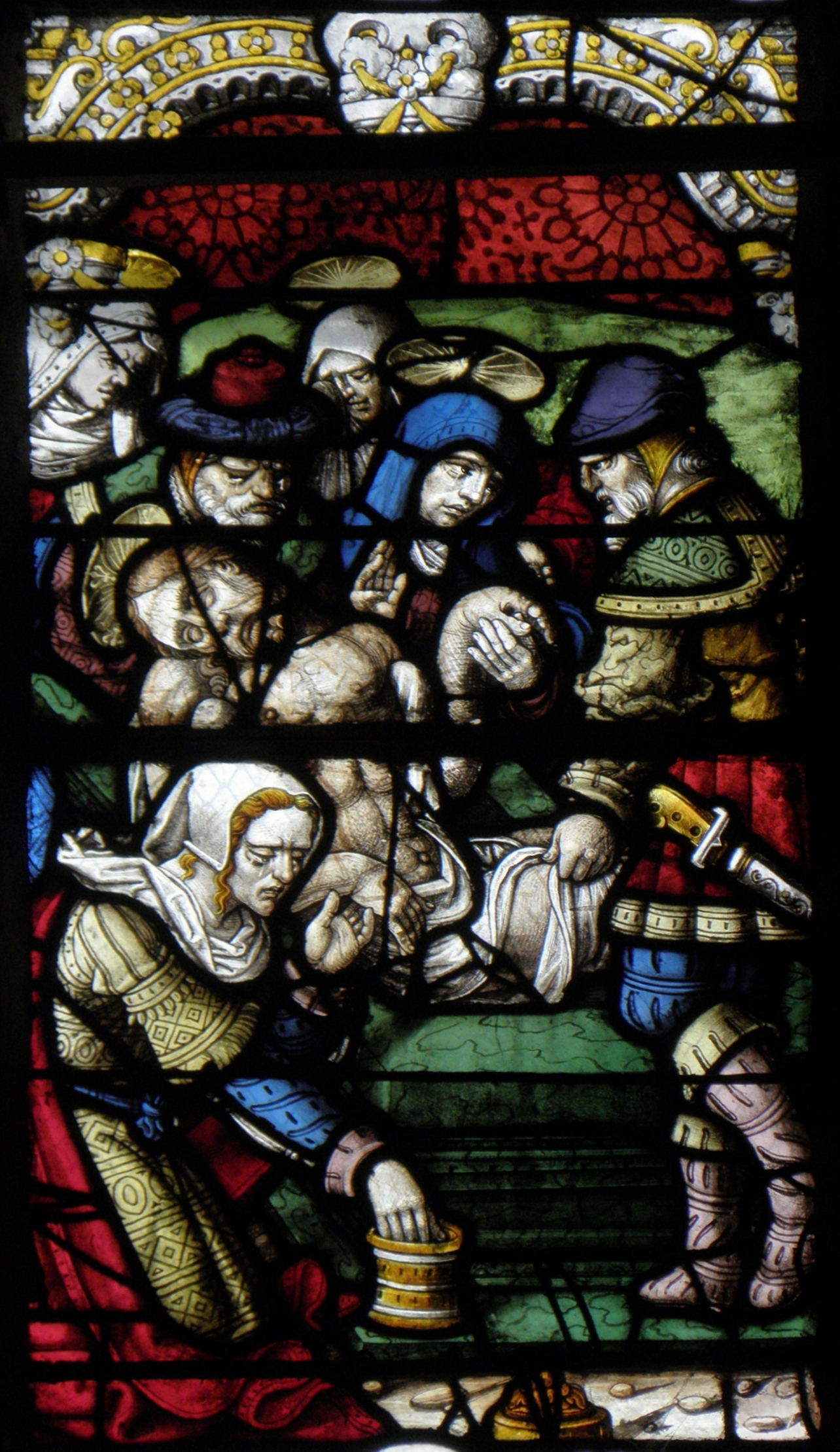
Maria Magdalena (vorne mit Salbgefäß)